# 纽约尼克斯
紐約尼克（英語：New York Knicks，簡稱：NYK），是一支位於美國紐約州紐約市的NBA籃球隊，分屬於東區的大西洋組，是NBA的創始球隊之一，主場為麥迪遜花園廣場。
球隊曾經擁有許多優秀的球員，曾於1970年與1973年奪得NBA總冠軍。於1999年（受勞資糾紛影響的縮水賽季）以例行賽東區第八名的身份一舉打進總冠軍賽，創造老八傳奇，最終以1勝4負的成績敗於聖安東尼奧馬刺，而位居亞軍。
纽约尼克斯在東區的主要对手有波士頓塞爾提克、布魯克林籃網、芝加哥公牛、印第安那步行者、邁阿密熱火。

## 隊名緣由
紐約尼克的英文原名中的「Knicks」，是一般字典上查不到的字。後面之所以會加上s，是由於球員不止一個人，所以隊名以複數形態出現。事實上，這裡的Knick是「knickerbocker」、「knicker」的簡稱，意指「紐約人」（New Yorker），因此「Knicks」直譯即是「紐約人」，這亦是香港採用的譯名。而在中國大陸和台灣採用音譯，分別譯為「尼克斯」或「尼克」。
不過，在90年代的香港亞洲電視節目「NBA地帶」，主持人卻以「紐約力搏」稱呼之，原因可能是「Knicks」的原文「Knickerbocker」譯音。
球隊標誌設計上，以「NEW YORK KNICKS」的字樣為主，其中「KNICKS」的字樣大於其他字母，置於一個以倒三角形與籃球圖樣組成的圖案上，置於尼克制服的球褲上。這個標誌是修改自1964年的「roundball」的標誌。另外，尼克也使用另一種標誌，一個圓形圖樣上嵌入三個英文字母「NYK」，設計有如地鐵的代幣。自1960年代到1990年代，尼克使用橘色相重疊的「NY」字樣的標誌，跟紐約洋基相同的標誌，今日仍是復古球衣的標誌之一。

## 歷史
紐約尼克是NBA歷史至今唯二，從BAA時代開始就始終沒有遷移過的兩支球隊之一（另外一支球隊是波士頓賽爾提克）。
尼克作為聯盟數一數二的大城市球隊，並不像洛杉磯、波士頓、金州（舊金山）或費城等其他大城市球隊一樣有著歷史頂尖的巨星或者輝煌的歷史，但也每隔一段時間會成為聯盟強權。
二十世紀的五零年代，尼克曾三次闖入總冠軍賽，但皆鎩羽而歸。七零年代，在威利斯·瑞德、華特·弗雷澤等球星的帶領下，奪得了隊史至今唯二的兩座NBA總冠軍。九零年代，尼克在派翠克·尤因的帶領下再次成為了爭冠強權，雖然屢次倒在籃球之神麥可·喬丹的腳下，仍兩度打入總決賽，並且在1999年季後賽中成為了聯盟史上第一支打進總決賽的老八傳奇球隊，直到2023年的邁阿密熱火並列第八種子球隊在季後賽的最高紀錄——總冠軍賽皆以1-4的比分落敗。
在進入二十一世紀後，尼克無法保持穩定的競爭力，始終處於斷斷續續的狀態，並在一零年代中後段打出了隊史戰績最差的時代。

### 四零年代

#### 1946-49：NBA的前身——BAA联盟
1946年6月6日，尼克斯和其他10支球队开始了他们的首个赛季。一些球场的工作人员聚集在一起商量BAA联盟的事宜。他们将球队分成了两个部分。东部联盟有纽约尼克斯，波士顿凯尔特人，费城勇士，普罗韦登斯机车，华盛顿国会大厦和多伦多北极犬。西部联盟有匹兹堡铁人，芝加哥牡鹿，底特律猎鹰，圣路易轰炸机和克利夫兰叛逆者。
1946年11月1日，纽约尼克斯与多伦多北极犬在多伦多进行了BAA联盟的第一场比赛。最终尼克斯以68比66获胜。尼克斯的教练是尼尔·科哈兰（Neil Cohalan），球队的先发是奥西·谢克特曼（Ossie Schectman），斯坦·斯图茨（Stan Stutz），杰克·韦伯（Jake Weber），拉尔夫·卡普洛维茨（Ralph Kaplowitz）和“王牌”莱奥·戈特里布（Leo “Ace” Gottlieb）。戈特里布拿到了队中最高的12分。
麦迪逊广场花园举办了很多比赛，例如曲棍球，在BAA的第一个赛季还举办了大学篮球联赛。所以在BAA的第一个赛季，纽约尼克斯的主场是纽约市第69兵团军械库。在11月，尼克斯的战绩为10胜2负，这是早期的月最佳战绩。第一个赛季尼克斯的战绩为33胜27负。
在第二个赛季，未来名人堂成员乔·拉普奇克（Joe Lapchick）代替尼尔·科哈兰（Neil Cohalan）成为了球队的主教练，他带领球队连续九次杀入季后赛。自从他入主尼克斯后，球队成绩节节上升，常规赛胜利从1947年的26场提高到1948年的32场到1949年的40场。

### 五零年代

#### 1949-51：第一次进入总决赛
先前的1949-50赛季，职业篮球又有了进一步的发展，随着剩余的6支NBL球队也转投BAA，扩充后的联盟正式更名为NBA—（National Basketball Association，美国篮球协会）。 此时的NBA联盟共有17支球队，并且分为了西部、中部、东部三个赛区。纽约尼克斯留在了东部赛区。尽管尼克斯的战绩退步为36胜30负，但他们还是以东部第三名的成绩进入了季后赛，并且第一次打进了总决赛。这个赛季也带给了其他种族的球员带来了机会：尼克斯的“糖水”Nat Clifton成为第一个和NBA签约的黑人。
在季后赛中，纽约尼克斯在前两轮中力克波士頓塞爾提克和雪城國民，在决赛中与罗彻斯特皇家相遇。皇家连下三城取得了三比零的领先优势，尼克斯随后连扳三场，将大比分改写为3平。最后一场比赛十分激烈。最后40秒的时候，皇家的鲍勃·戴维斯（Bob Davies）两罚全中使两队战成了75平。规则规定在比赛的最后三分钟，罚球成功后两队要进行跳球。皇家拿到了球并且在最后投中了压哨球，以79比75赢得胜利。

#### 1951-53：尼克的怨念
在20世纪50年代初，尼克斯连续三次杀入了NBA总决赛。在1951年的总决赛中被罗彻斯特皇家击败后的第二个赛季，尼克斯取得了37胜29负的战绩，并且与明尼阿波利斯湖人在总决赛中相遇。前六场比赛中，两队平分秋色打成了3比3平，但是拥有主场优势的湖人最后战胜了尼克斯捧起了冠军奖杯。
1952-53赛季对尼克斯来说是一个疯狂的赛季，他们取得了47胜23负的战绩。他们拥有精彩的开局，但是在赛季末尾他们的先发球员受到了伤病困扰。在总决赛中，他们以1比4输给了乔治·迈肯领军的明尼阿波利斯湖人。

#### 1953-59：绝不乏味的赛季
在50世纪剩余的几年中，尼克斯的表现并不差。但是从1959-60赛季到1965-66赛季，球队都没能进入季后赛。在1955-56赛季至1967-68赛季中的12年中，只有一个赛季的胜率超过了50%。
那段时间的尼克斯战绩不佳，但是球队并不乏味。在1957-58赛季，纽约尼克斯场均112.1分的得分领跑联盟并且取得了35胜37负的战绩。队中的里奇·盖伦是一个来自爱奥那岛的6尺4的射手，他非常的出色。盖伦很有激情的并且颇具得分能力，他连续六次成为了NBA全明星。在成为尼克斯球员超过八年的时间内，盖伦总共得到10392分，场均20.1分，在各种球队的记录中都排名前五。
在1959年，盖伦成为了纽约尼克斯中第一个得到50分的人，他在12月11日对雪城国家的比赛中得到了57分。他在职业生涯中共11次得分超过40分。在1958年12月12日对圣路易老鹰的比赛中他送出的21次助攻创下了记录。

### 六零年代

#### 1959-67：挣扎的赛季
在1959-60赛季，尼克斯场均轰下117.3分，为历史最高，但是他们只取得了27胜48负的战绩。盖伦在得分（21.8分）和助攻（6.3个）上都排名联盟前十。并且在对雪城国家的比赛中，尼克斯拿下了152分，破了纪录。但是，在高得分的同时，尼克斯的对手场均可以拿下比他们更高的119.6分。1960年1月24日，圣路易轰炸机在尼克斯的头上拿下了155分创下了单场得分记录。
尼克斯度过了几个平淡的年头，但是他们在1960-61赛季的21胜创下了新低。在1960年11月15日，洛杉矶湖人的埃尔金·贝勒在纽约人头上狂砍71分。在圣诞大战中，雪城国家以历史上最悬殊的比分162比100战胜了尼克斯。
在1961-62赛季，球队依然在联盟中挣扎前行，这个赛季的战绩为29胜51负。但是里奇·盖伦场均拿下29.5分创下了尼克斯的记录，这个记录保持了23年之久直至1984-85赛季被伯纳德·金打破。盖伦的总得分2303分的记录保持了30年之久，之后在1989-90年被帕特里克·尤因打破。在2月14日对波士顿凯尔特人的比赛中投中了23个球，平了威利·诺尔斯在前一年创下的球队记录。尼克斯的三名球员盖伦，诺尔斯和约翰尼·格林（Johnny Green）在1961-62年还诞生了一场具有传奇色彩的比赛。3月2日，费城勇士的威尔特·张伯伦在对尼克斯的一场常规赛中独得100分，成为了千古传奇。勇士最终以169比147战胜了尼克斯，在张伯伦独得100分的光环下，尼克斯盖伦的39分，克利夫兰·巴克纳（Cleveland Buckner）的33分和诺尔斯的31分都失去了意义。另一方面，威利斯.里德的进步非常迅速，并且他是第一位被评为NBA最佳新秀的尼克斯球员。在3月对洛杉矶的比赛中他拿下了46分，是纽约新秀单场比赛的第二高分。Reed在新秀赛季排名得分榜的第七位（19.5分），篮板榜的第五（14.7个）。
虽然那一年的球队战绩仍然是31胜49负，但是招来的几人却为将来的东山再起积蓄了实力，吉姆·巴恩斯（Jim Barnes）和霍华德·科米夫斯（Howard Komives）同里德一起入选了NBA新秀队。
在1965-66赛季，尼克斯的战绩为30胜50负。这是连续第二年尼克斯队拥有前途无量的年轻球员，迪克·范阿斯戴尔入选了NBA新秀队。同时，球队送出鲍勃·布泽尔换来洛杉矶的迪克·巴内特。在1966-67赛季，尼克斯的成绩有了小小进步，为36胜45负，里德也入选了NBA第二阵容。自1959年后，尼克斯在这个赛季终于又一次进入了季后赛，但是在東區半決賽敗给了塞爾提克。

#### 1967-69：Red Holzman的尼克斯时代

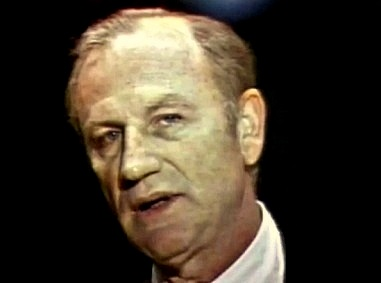
红头霍尔兹曼

前老鹰主教练红头霍尔兹曼（Red Holzman，本名威廉·霍尔兹曼，William Holzman）在赛季中段接替迪克·马克圭尔担任尼克斯队主帅，带领前半段战绩仅为15胜22负的尼克斯队在后半程打出28胜17负，并最终以43胜39负的战绩挤进季后赛。这是从1958-59赛季后球队的胜率第一次超过50%。
一点一点，球队开始走上正轨。里德和巴内特都参加了1968年的NBA全明星赛，并且里德是作为先发出场。在赛季末尾，沃尔特·弗雷泽和菲尔·杰克逊被选进NBA新秀阵容。由于在选秀大会上出色的表现和优秀的交易，尼克斯开始逐步建立他们的王朝。
在1968-69赛季，尼克斯获得了54场胜利并且以东部联盟第三的身份进入了季后赛（前两名是巴尔的摩子弹和费城76人）。这个赛季尼克斯并不顺利，开局他们的战绩仅为10胜14负，但是在接下来的赛季他们做出了调整。在1968年12月19日，他们将沃尔特·贝拉米和霍华德·科米夫斯交易至活塞，换来了戴夫·德布歇尔。交易后的第二天，尼克斯就以135比87大比分战胜活塞。48分的分差也是球队历史上的最大分差。尼克斯从1968年12月17日到1969年1月4日取得了10连胜的战绩，从1969年1月25日到1969年2月15日取得了11连胜。
那个赛季尼克斯在防守上也有了相当的进步。他们只让对手得到105.2分，在那时的NBA中排名第一。里德摘下的1191个篮板（场均14.5个）也创下了记录。沃尔特·弗雷泽在NBA助攻榜上排名第三（场均7.9个），仅次于奥斯卡·罗伯特森和兰尼·威尔肯斯之后。在季后赛中，尼克斯横扫了巴尔的摩子弹但接下來以2比4输给了塞爾提克。

#### 1969-70：Reed助尼克登顶

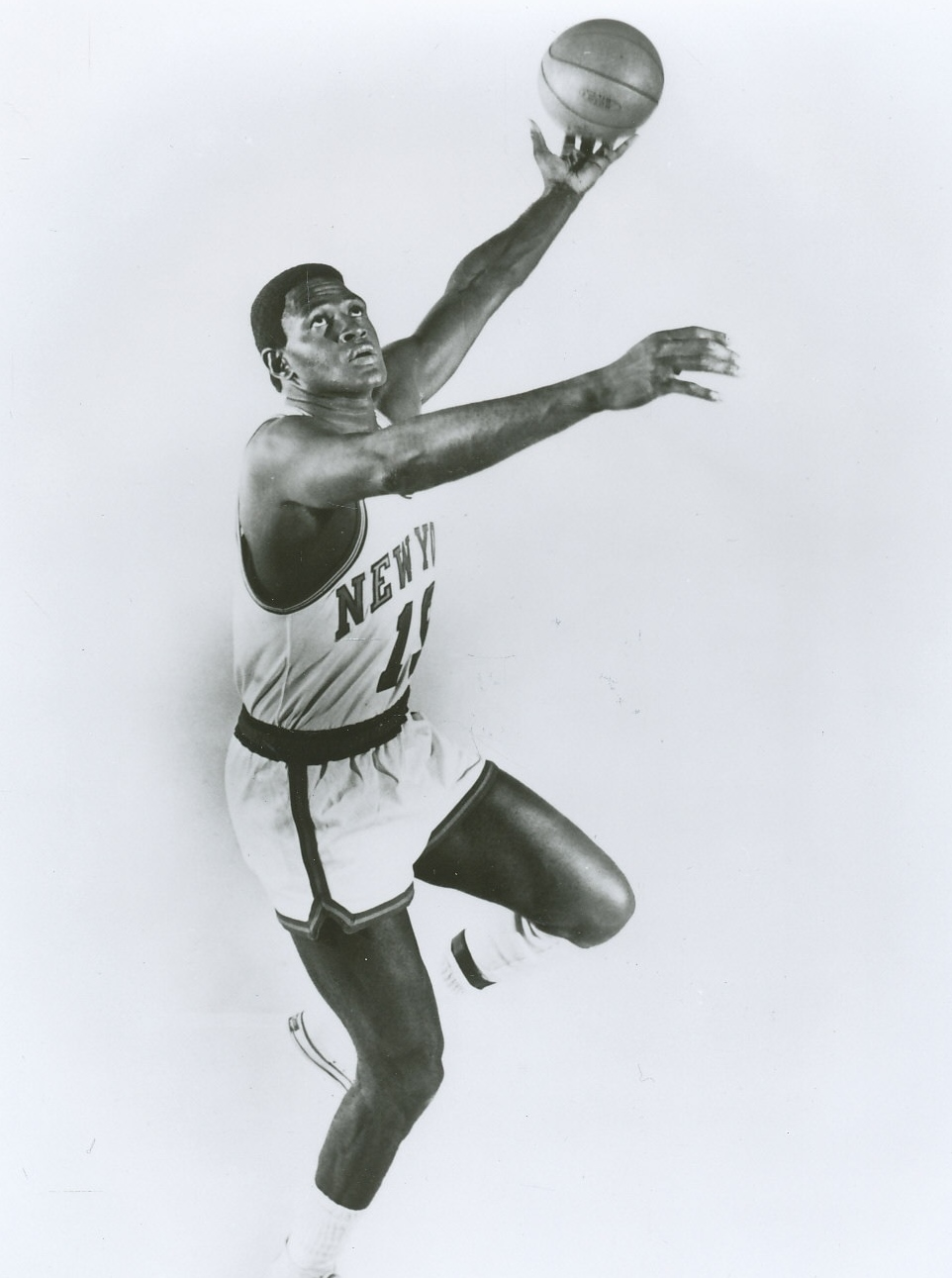
威利斯.里德

在1969-70赛季，尼克斯在常规赛第一次获得了60场胜利，其中包括创下NBA记录的18连胜。他们的开局战绩为9胜1负。尼克斯队的配合无间，攻防兼备取得了成功。
里德，弗雷泽和德布歇尔参加了当年的NBA全明星赛，里德更是赢得了全明星赛MVP的殊荣。虽然在赛季末尾的几个星期他们仅取得了6胜7负的战绩，但是最终还是以60胜22负的战绩排名联盟第一。
季后赛阶段，尼克斯先后以4-3击败子弹，4-1淘汰雄鹿，晋级总决赛。而湖人也随着张伯伦的回归，在西部连闯太阳、老鹰两关，和尼克斯会师。本届总决赛堪称经典，前六场比赛尼克斯三度领先，湖人三度扳平大比分，第三场和第四场比赛都是经过了加时才分出了胜负。
第七战，1970年3月8日，是NBA历史上的经典时刻。尼克斯的中锋和队长里德在第五场比赛中拉伤腿部肌肉，没有了里德，张伯伦在第六场比赛轰下45分，最终带领湖人以135比113轻松的获得胜利。里德能否在第七战中上场还是个未知数，他的缺席给尼克斯带来了毁灭性的打击。当尼克斯队员从更衣室中走出时，仍然没有人知道里德是否会上场，但是当跳球开始前，里德一跛一跛地从通道走到球场，开始比赛，并且为尼克斯投中了前两球。里德的上场使尼克斯士气大振。弗雷泽拿下了36分和19次助攻，而且他在罚球线上的表现相当完美，12次罚球全部命中。最终尼克斯以113比99战胜湖人捧起了冠军奖杯。
里德获得了常规赛、全明星赛和总决赛的MVP。里德和弗雷泽也入选了NBA的第一阵容，这是自从1953-54赛季的哈里·盖拉汀入选后的第一次。 红头霍尔兹曼也被评为当年的最佳教练。但是尼克斯获胜的关键是团队合作。

### 七零年代

#### 1970-72：七十年代的开始

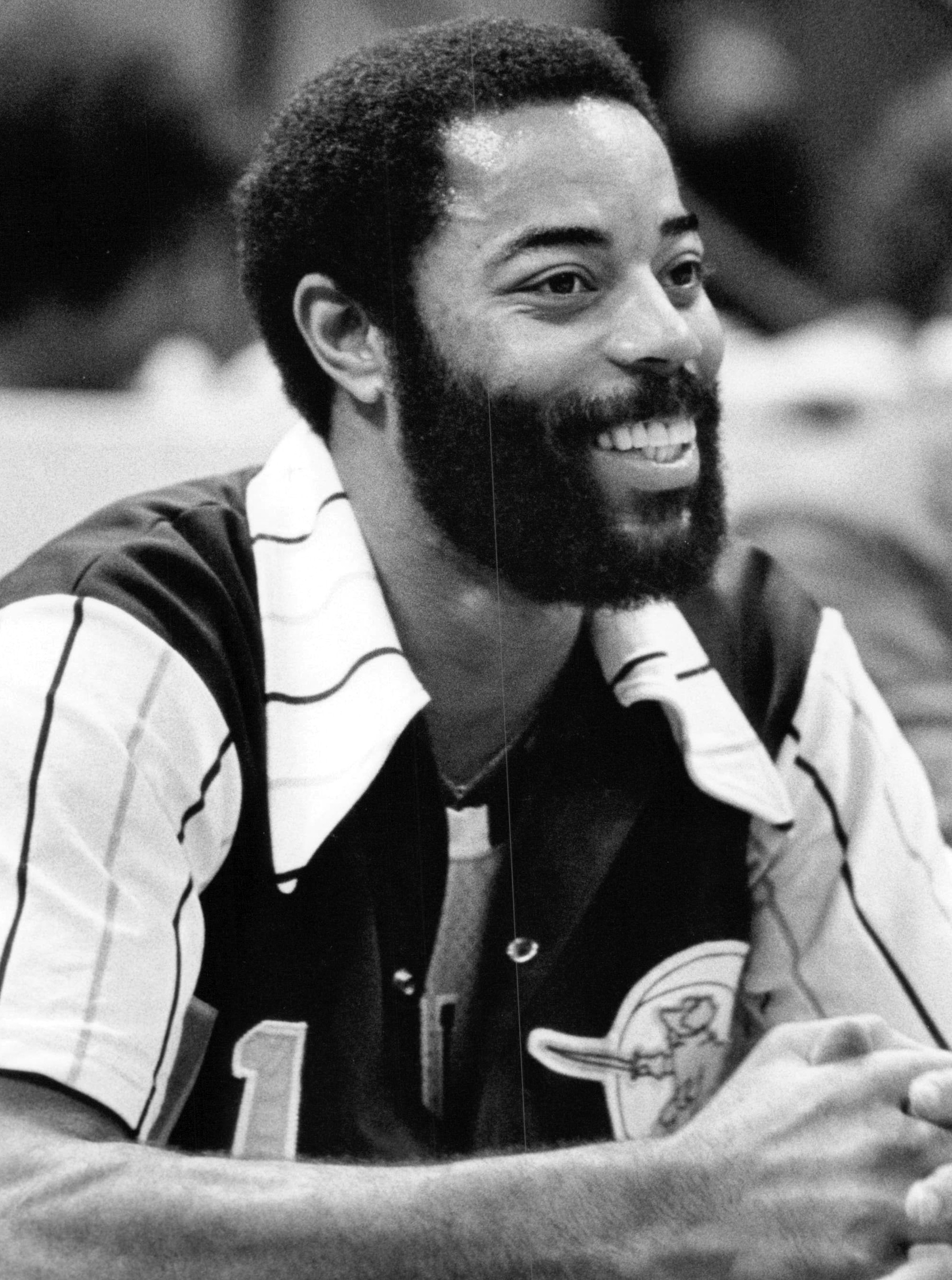
沃尔特·弗雷泽

沃尔特·弗雷泽是一个毕业于美国南伊利诺伊大学的6尺4的后卫，他被尼克斯在1967年的NBA选秀上以第五顺位选中，是尼克斯一个时代的代表。他在当时被认为是最好的防守队员。七次入选全明星，六次入选NBA阵容，他带着许多尼克斯的记录退役：参赛数量（759场），上场时间（4791分钟），得分（14617分，尤因在后来超过）。弗雷泽在他超过10年的职业生涯中场均得到19.3分。虽然他1980年在克利夫兰结束了自己的职业生涯，但是尼克斯依然在1979年为他的10号球衣举行了退役仪式。他最终在1986年入选了名人堂。
6尺4的迪克·巴内特的跳投为人所称道，他通过扭曲自己身体成问号状，同时向后倾至一个看上去不可能的角度才把球出手。在NBA的前五个年头，他效力于雪城国家和洛杉矶湖人，随后在1965年转投尼克斯。在尼克斯的九年中，他场均得到15.6分。1990年，他的12号球衣在麦迪逊花园宣布退役。
威斯利·里德是尼克斯夺冠成员的中流砥柱。这位6尺10，240磅的球员在格兰布林（Grambling）毕业后为尼克斯效力了十年，并且七次参加了全明星赛。他是1964-65赛季的最佳新秀，1969-70赛季的常规赛MVP，1970年和1973年的总决赛MVP。当他退役的时候，他的总篮板（8414个），总得分（12183分，后来被沃尔特·弗雷泽和尤因超过）均为尼克斯新高。在他的职业生涯中，场均能得到18.7分。1976年，里德的19号球衣在麦迪逊花园宣布退役，使他成为了球队历史上第一个获此殊荣的人。随后在七十年代末他成为了尼克斯的教练。之后他又执教了新泽西网。在1981年他入选了名人堂。
1968-69赛季从活塞交易来的戴夫·德布歇尔，身高6尺6，体重235磅。他精于防守，是尼克斯夺冠队伍的重要一元。在作为尼克斯的队员时，他六次入选NBA第一防守阵容，5次参加全明星赛（总共8次）。在打了12年球后，1974年他担任了ABA新泽西网的副主席和经理，次年成为ABA总裁，在任期间，完成了ABA和NBA的合并。1981年，他的22号球衣在麦迪逊花园宣布退役，次年他被选入了名人堂。
比尔·布拉德利于1967年在普林斯顿大学毕业后加入了NBA。这位6尺5的大学中锋在尼克斯成为了一名优秀的锋卫摇摆人。他球风朴实但却十分聪明。球场下的他同样是个聪明的人，他在大学的时候是奖学金的获得者，之后他也成为了篮网的智囊团。在1982年， 布拉德利入选了名人堂，两年之后尼克斯将他的24号球衣退役。
在1970-71赛季，尼克斯的战绩下滑至52胜30负，但仍然以大西洋头名的身份进入季后赛。赛季的开始，球队炙手可热，打出了31胜11负的成绩，最后的三个月中，球队的胜率为50%。在对阵辛辛那提皇家的比赛中，里德追平了追平了哈里·盖拉汀单场33个篮板的纪录。里德，弗雷泽和德布歇尔都参加了当年的全明星赛，其中里德和弗雷泽是先发。
在季后赛首轮，尼克斯以4比1击败了亚特兰大老鹰，但是在之后的东部半决赛中苦战七场最终败给巴尔的摩子弹。最后一场，子弹在麦迪逊广场花园以2分差带走了胜利。
1971-72赛季开始三场后，球队为了加强进攻，从巴尔地摩子弹队交易来了6尺3的后卫“珍珠”厄尔·门罗作为迈克·里奥丹（Mike Riordan）和戴夫·斯塔尔沃斯（Dave Stallworth）的替补。
门罗球风华丽，是一个不可思议的投手。他几乎就是“转身运球”的发明人。在巴尔地摩子弹度过了4个年头后，他又在尼克斯效力了9个赛季。在尼克斯，他场均得到16.2分，并且2次参加全明星赛。当他在1980年退役的时候，他的总得分（9679分）排名尼克斯队史上第五（1996年后是第六）。1986年球队为他的15号球衣退役，1989年他被选入名人堂。
一开始，门罗与球队磨合的并不好。他不能轻松的够改变自己的比赛习惯，所以他的队友就必须适应他，为此球队在1971-72年的开年战绩仅为48胜34负。在这个打击下，尼克斯团结了起来，在2月的17场比赛中拿下了12场，并且在季后赛中轻松的击败了巴尔的摩子弹和波士顿凯尔特人，在总决赛中与湖人相遇。第一场，尼克斯以114比92获胜，但是之后连输4场未能夺得冠军。
沃尔特·弗雷泽和戴夫·德布歇尔是尼克斯队稳固防守的保证，球队仅让对手场均得到104.7分，在联盟排名第三。在赛季结束后，他们都入选了NBA第一防守阵容。弗雷泽同时入选了NBA第一阵容。

#### 1972-76：重新登顶，淡出
1972-73赛季，尼克斯赢得了第二个总冠军。带着57胜25负的常规赛战绩，他们以大西洋赛区第二名（僅次於68胜14负的波士顿凯尔特人）的成绩晋级季后赛。在赛季开始的头四个月中，尼克斯的战绩为43胜3负，但是在赛季末段他们的表现并不出色。在前两轮中，尼克斯轻松的淘汰了子弹和凯尔特人，在四次晋级总决赛的时候第三次遇上了湖人。与前一个赛季相反，尼克斯丢掉了第一场随后连胜四场，最终夺得球队历史上的第二个总冠军。
在弗雷泽的领导下，球队的防守做的十分出色，他们场均仅让对手得到98。2分，在联盟排名第一。比尔·布拉德利的罚球命中率也创下了球队新高。
在20世纪70年代剩余的几年中，尼克斯的成绩一直起伏不定。在1973-74赛季，球队的战绩为49胜33负，并且在六年中第五次打出了联盟最佳防守。但是球队在东部决赛中输给了凯尔特人。赛季结束后里德和德布歇尔、巴内特随即宣布退役，尼克斯的黄金一代就此画上句号。他们的离开也使得尼克斯逐渐远离冠军竞争行列。
1974-75赛季尼克斯仅取得了40胜42负的战绩，球队的胜率第一次低于50%。沃尔特·弗雷泽第六次参加了NBA全明星赛并且获得了全明星赛MVP。厄尔·门罗成为了全明星赛东部队的先发后卫。弗雷泽也被选入了NBA第一阵容，这是他的第四次也是最后一次。
在1975-76赛季，尼克斯的战绩下滑到38胜44负。球队唯一的亮点就是布拉德利，布拉德利打破了他自己的罚球命中率记录，为87.8%。之后的一个赛季球队的情况都差不多，球队平了他们1974-75赛季的40胜42负的战绩，没有能够进入季后赛。

#### 1976-78：里德代替霍尔兹曼成为尼克主教练
教头红头霍尔兹曼带领尼克斯取得了他们的两个总冠军。在1977-78赛季，里德接替红头霍尔兹曼成为尼克斯主教练。里德使球队胜率超过了50%，战绩为43胜39负。
在70年代后期，尼克斯做一了比优秀的交易，6尺10的鲍勃·迈卡杜披上了尼克斯的战袍。他为尼克斯队场均拿下26.7分，是近三年来球队最高。在1977-78赛季，迈卡杜拿到2097分（场均26.5分），在那个时候排名尼克斯队史上第二（第一是里奇·盖伦在1961-62赛季拿下的的2303分）。

### 八零年代

#### 1978-83：红头霍尔兹曼重回尼克
1978-79赛季开始，尼克斯的战绩仅为6胜8负，于是球队解雇了里德，招回了红头霍尔兹曼。然而霍尔兹曼的表现也没有比里德好多少，在他的执教下，尼克斯的战绩为31胜51负。这个赛季，尼克斯历史上第一次无人入选全明星队伍。
1979-80赛季，尼克斯的战绩为39胜43负。在1978年的选秀大会上，尼克斯在第四顺位选走了迈克尔·雷·理查德森。理查德森充分显示了他的速度和智慧。他是当年联盟的助攻王（场均10.1个）和抢断王（场均3.23个），创下了新的纪录。他还获得了七次三双。那一年，球队还诞生了另一个纪录。乔·梅里韦瑟（Joe C. Meriweather）在12月12日对亚特兰大的比赛中送给了对手10个大帽。在赛季末尾，球队的新秀中锋比尔·卡特莱特与魔术师约翰逊，拉里·伯德，卡尔文·奈特和大卫·格林伍德（David Greenwood）一起入选了NBA新秀阵容。
这个时代是失败的赛季，球队错过了大多数的季后赛，但是霍尔兹曼做的比预期的更好，他带领球队在1980-81赛季取得了50场胜利。球队开始的战绩为25胜13负，但是在赛季中段成绩迅速下滑，在最后两个月中仅取得19胜10负的战绩。在季后赛中，球队很快就被芝加哥公牛淘汰。在这个赛季，迈克·格伦（Mike Glenn）打破了比尔·布拉德利创下的罚球命中率记录，为89.1%。理查德森在12月23日对阵公牛的时候拿下9次抢断也创造了球队历史。
在1981-82赛季，球队的战绩跌落至33胜49负。卡特莱特在11月17日对堪萨斯城国王的时候连续罚中9个罚球创下了球队记录。同年，理查德森拿下7个三双平了他自己的记录。赛季结束后，霍尔兹曼宣布退休。他的战绩613胜484负是尼克斯历史上教练的最佳战绩。他带领球队两次夺得总冠军（1970年和1973年），并且在1969-70赛季获得了NBA最佳教练。他的执教生涯一共获得了696场胜利，在当时排名NBA教练的第十位。
在20世纪80年代初期，尼克斯逐渐找回自信。1982-83赛季，新教练胡比·布朗带领球队获得了44胜38负的战绩。1月的时候，球队的胜率还低与50%，但是在之后的赛季，他们取得了26胜11负的优秀成绩。球队注重防守，场均让对手得到的97.5分排名联盟第一。马文·韦伯斯特（Marvin Webster）和比尔·卡特莱特联手贡献了258次盖帽。尼克斯进入了季后赛但是在东部半决赛中被费城76人横扫出局，而76人最终获得了当年的总冠军。

#### 1983-85：伯纳德·金闪耀NBA
在1983-84赛季，尼克斯用理查德森从金州勇士交易来伯纳德·金（Bernard King）。金的57.2%的投篮命中率创下了尼克斯队记录。他在1月31日对马刺和2月1日对小牛的背靠背比赛中均砍下50分。该赛季伯纳德·金场均得分26.3分，排名联盟第五。
该赛季尼克斯的战绩为47胜35负。季后赛中，教练布朗带领球队战胜了活塞队。球队在第五场中经过加时以127比123赢得胜利从而淘汰活塞。在这个系列中，金的场均得分为42.6分。在东部半决赛中，尼克斯在七场大战中惜败给最后的总冠军凯尔特人。金入选了NBA第一阵容，达雷尔·沃克（Darrell Walker）入选了NBA新秀阵容。
在1984-85赛季，6尺7的金以场均32.9分的得分成为了联盟得分王，这是尼克斯的第一个得分王。他的场均得分也刷新了球队的历史记录，超越了里奇·盖伦在1961-62赛季打出的29.5分。在圣诞节，金在对新泽西网队的比赛中狂砍60分再刷新一项球队记录。从2月1日起至3月23日，他连续24场比赛得分超过20分，再次书写尼克斯记录。这个赛季，他再次入选NBA第一阵容。可惜的是，在3月23日，他的职业生涯几乎结束了。在这个赛季的第55场对阵堪萨斯的比赛中，他右膝前十字韧带撕裂。随后的24个月中，他一直忍受疼痛接受物理治疗和康复。而球队失去了金后迅速退步。从3月23日到4月13日，球队经历了球队历史上最长的12连败。四月，球队的战绩越来越糟糕，七战全负。最终球队的战绩为24胜58负。

#### 1985-89：天赐的礼物——尼克斯赢得狀元簽
在5月12日，NBA为七只未能进入季后赛的球队举行了选秀抽签大会。纽约尼克斯赢得了状元签，随后选中了7尺的美国乔治城大学毕业生，中锋帕特里克·尤因。尤因是第一次实行抽签制度时上天送给纽约尼克斯最大的礼物。1985-86赛季，尼克斯的战绩为23胜59负。尤因的新秀赛季表现出色，但是因为膝盖受伤缺席了32场比赛。即使这样，他还是新秀中的得分王（20.0分）和篮板王（9.0个），并且入选了NBA全明星赛（虽然最后由于伤势未能参加）。当年，他被选为最佳新秀，这是尼克斯自1964-65赛季后的威斯利·里德后第二次获此殊荣。
1986-87赛季，球队的战绩依然没有起色，24胜58负。但是在三个赛季后，球队开始有了提高。在1987-88赛季，球队请来了教练里克·皮蒂诺（Rick Pitino）。
之后的一个赛季，球队的胜场提高了14场，战绩为38胜44负，并且进入了季后赛。但是在第一轮，尼克斯输给了他们的老对头凯尔特人。
球队的胜利需要尤因。在1987-88赛季，尤因第一次亮相NBA全明星赛。那年的最佳新秀后卫马克·杰克逊以场均10.6个助攻创下了尼克斯队记录。
在1988-89赛季，尼克斯创下了队史上最长的主场26连胜并且以52胜30负的战绩杀入季后赛。52胜30负的战绩也是自1972-73赛季夺冠后的最佳战绩。
教练皮蒂诺主张高节奏的比赛，跑轰的战术。在这个战术的指导下，尼克斯自1970-71赛季后又一次获得了大西洋赛区的头名。球队场均轰下116.7分，但同时他们也让对手得到112.9分。球队在季后赛第一轮淘汰了费城76人，但是在第二轮的东部半决赛中输给了芝加哥公牛。

### 九零年代

#### 1989-91：查尔斯·奥克利进入尼克斯

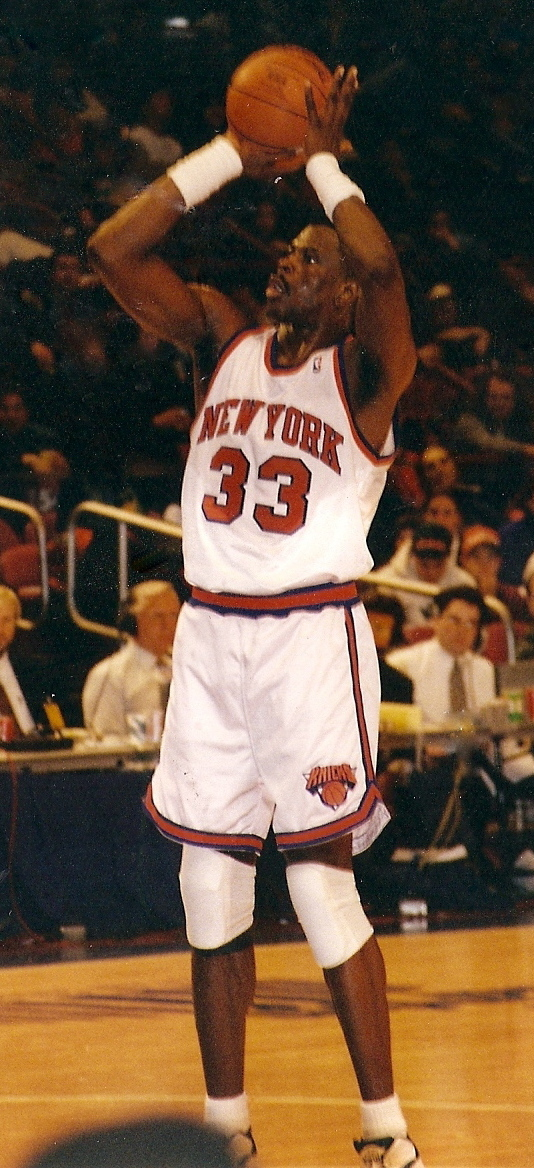
帕特里克·尤因

为了减轻尤因在篮板方面的压力，尼克斯在赛季中段用中锋比尔·卡特莱特从芝加哥公牛换来了篮板高手查尔斯·奥克利，公牛则在此后夺得了三连冠。查尔斯·奥克利（Charles Oakley）在总篮板数上两年排名联盟第一，这极大的帮助了尼克斯。在1月3日对波士顿凯尔特人的比赛中，他掠下的14个进攻篮板创造了球队历史。这个赛季，他以场均10.5个篮板的成绩排名联盟第六。
1989-90赛季，尼克斯的战绩有了小小下滑。里克·皮蒂诺辞去了教练的职位，担任了肯塔基大学的教练，而斯图·杰克逊（Stu Jackson）接过了他的教编成为了尼克斯新的主教练。尼克斯以45胜37负的战绩结束了这个赛季。在季候赛的第一轮中，球队对阵波士顿凯尔特人。球队先输两场，随后球队连赢四场进入第二轮。在第二轮中，尼克斯以1比4不敌底特律活塞。
在这个赛季中，奥克利场均拿到职业生涯新高的14.6分，并且排名NBA篮板榜第二（场均11.9个）。但因为手受伤仅打了61场比赛，这也使他失去了竞争篮板榜榜首的机会。
帕特里克·尤因打出了一个惊人的赛季。他的2347分（场均28.6分）打破了保持三十年之久的球队记录（里奇·盖伦在1961-62赛季创下的2303分）。他的56.7%的投篮命中率历史第二，而他的场均得分是球队历史上第三高。从1月25日至3月27日的连续28场比赛中，尤因的得分均超过20分，这也创下了尼克斯队的记录。在3月24日对波士顿的比赛中，他拿下了职业生涯最高的51分并且以327个盖帽打破了球队记录。赛季结束后，尤因在得分，篮板，盖帽和投篮命中率均排名联盟第一。同时他也入选了NBA第一阵容。
球队在1990-91赛季再次退步，但是仍然以39胜43负的战绩闯入了季后赛。然而在第一轮球队便出局。在赛季初，约翰·麦克洛德（John MacLeod）代替了杰克逊，但是着仍然没有能够帮助球队。
然而尤因仍在继续着他的精彩表演。他的得分（26.6分），篮板（11.2个）和盖帽（3.19个）均排名联盟前五。查尔斯·奥克利以场均12.1个篮板成为尼克斯的篮板王并且在联盟排名第三。12.1个篮板也是队中自1977-78赛季鲍勃·迈卡杜的12.8个后的第二高。

#### 1991-92：帕特·莱利执教尼克
在3月1日，戴夫·切凯茨（Dave Checketts）成为了球队主席，并且请来了帕特·莱利担任赛季的主教练。莱利是NBA名帅，他80年代在执教洛杉矶湖人时创造了9年内获得9个太平洋赛区冠军和4个NBA总冠军（分别为1982.1985.1987和1988年）的辉煌战绩。莱利的胜率为73.3%,是NBA历史上第一。他执教湖人时，球队至少会赢得50场胜利，而且在5个赛季中，他们的胜场都超过了60。
1991-92赛季，尼克斯带着51胜31负的战绩宣告重回强队行列，与波士顿凯尔特人并列大西洋赛区头名。在3月31日对芝加哥公牛的比赛中，6尺5的后卫約翰·史塔克斯（John Starks）投中了8个三分球创下了尼克斯球队纪录。斯塔克斯的职业生涯始于勇士，但是在1988-89赛季被放弃。在大陆篮球联赛（CBA，Continental Basketball Association）打了一年后，于1990-91赛季被尼克斯签下。第二个赛季他便获得了最佳第六人，他的三分和斗志都十分昂扬。
尤英在1991-92赛季依舊表現出色，在得分，篮板和阻攻均排名联盟前十。他的场均得分24分排名第五，11.2个篮板排第八，2.99个盖帽是第四。
在季后赛中，新队员泽维尔·麦克丹尼尔（Xavier McDaniel）的对抗提供了很大帮助。球队在东部半决赛中给了NBA总冠军芝加哥公牛很大的防守压力。两队大战七场，最后由公牛在第七场中以110比81获得胜利。

#### 1992-93：60胜，公牛三连冠。
1992-93赛季，尼克斯中出现了七张新面孔，但是球队仍然取得了队史上的第二个60胜（第一个是1969-70赛季）。赛季开始前，尼克斯与奥兰多魔术和洛杉矶快船做了一个三方交易，尼克斯送马克·杰克逊至快船，得到了查尔斯·史密斯（Charles Smith），道格·里弗斯（Doc Rivers）和波·金布尔（Bo Kimble），同时从达拉斯小牛交易来老将罗兰多·布莱克曼（Rolando Blackman）并且选中了来自北卡罗来纳大学的新秀后卫休伯特·戴维斯（Hubert Davis）。泽维尔·麦克丹尼尔则以自由球员的身份加入球队。教练帕特·莱利十分出色的将球队中的新人们都捏合成了一个整体，使他们产生了很好的化学反映，尤其是在防守上。尼克斯场均仅让对手得到的95.4分不仅排名联盟第一而且创下了联盟记录。在赛季末尾，莱利击败休斯敦火箭的主教练鲁迪·汤姆贾诺维奇夺得当年的NBA最佳教练。
在这个赛季中，尤因拿下了980个篮板，这是自1977-78赛季鲍勃·迈卡杜的1010个后的最高记录。他场均12.1个的篮板排名联盟第七，24.2的得分也位列第六。
带着60胜22负的战绩，尼克斯挺进了1993年的季后赛。但是由迈克尔·乔丹领衔的公牛始终是横在尼克斯面前在一道难以逾越的屏障。尼克在前兩輪分别戰勝了印第安那溜馬和夏洛特黃蜂後，与公牛在东部决赛中再次相遇。尼克胜了前两场，但是乔丹带领球队连胜四场最终将尼克淘汰出局。

#### 1993-94：东部新霸主
在1993-94赛季开始前，迈克尔·乔丹宣布退役。在东部季后赛连续四次和公牛的交锋中，纽约人均铩羽而归。此次尼克终于击败乔丹缺阵的公牛，并闯入1993-94赛季的NBA总决赛，遗憾的是他们在决赛中3：4被休斯敦火箭击败。尼克斯以57胜的成绩排名大西洋赛区第一，并且他们在防守方面的表现十分出色。场均让对手得到的91.5分是近40年来实行24秒进攻规则后的联盟第四低分。帕特里克·尤因依然是尼克斯队的第一火力，他场均拿下24.5分为队中最高，联盟中第六。查尔斯·奥克利的场均11.8个篮板也是联盟第七。
12月尼克斯先发控位道格·里弗斯因膝伤赛季报销时，曾使球队受到不小打击。但他们从达拉斯小牛换来了德里克·哈珀（Derek Harper）破解了危机。尤因和斯塔克斯都参加了那年的全明星赛，这也是斯塔克斯职业生涯的第一次。
在季后赛中，尼克斯以3比1淘汰了新泽西网，在东部半决赛中再次与公牛相遇。这次，尼克凭借其顽强凶悍的防守，以4比3艰难战胜公牛，随后又以4比3淘汰了步行者，自1973年后再次跻身总决赛。在总决赛中，尼克斯与火箭相遇。这次的总决赛防守严密，没有哪支球队能在任何一场比赛中得分超过100分。两队激战七场，最后尼克惜败无缘冠军。

#### 1994-95：球队进攻不利，莱利辞职
尼克斯在1994-95赛季没能再次闯入总决赛，但是他们仍然打出了一个优秀的赛季。球队的战绩为55胜27负，以2个胜场之差落后与奥兰多魔术排名大西洋赛区的第二，并且也是东部第二。季后赛第一轮，尼克斯击败了克里夫兰骑士，比赛的比分都很低。
在尼克斯和印地安那步行者间进行的东部半决赛堪称经典。在1994年的东部决赛中两队就大战七场，此次也依然十分激烈。这个系列赛定下趋势的是第一场，当时还剩16秒，尼克斯队领先5分，步行者的雷吉·米勒在这16秒内不可思议的连得8分帮助步行者在麦迪逊广场花园取得胜利。
之后双方便开始了拉锯战，最后来到了残酷的第七场生死战。帕特里克·尤因投失了一个上篮而错失了搬平比分的机会，从而使步行者获得了胜利。这个赛季尼克斯的防守十分出色，但是他们进攻的不利却拖累了他们。主教练帕特·莱利在赛季结束后辞职，而在赛季中辞职的勇士队主教练唐·尼尔森（Don Nelson）则接过了教鞭。
常规赛中，尼克斯并不缺乏精彩时刻。前锋安东尼·梅森（Anthony Mason）获得了最佳第六人，他作为替补场均拿下9.9分和8.4个篮板，投篮命中率为56.6%。尤因依旧出色，在得分，篮板和盖帽上均排名联盟前十。约翰·斯塔克斯的场均15.3分在队中是第二高，但是他的投篮命中率仅为39.5%，三分命中率为35.5%。但是斯塔克斯还是创下了联盟三分球出手数以及命中数的新记录，他是史上第一个单季三分球出手超过六百次（共 611 次）以及命中超过两百个（共 217 个）的球员，平均每场要在三分线出手7.5次。

#### 1995-96：尼尔森离开
1995-96赛季尼克斯发生了许多改变，但是仍然在东部保持竞争力。这个赛季也是球队的许多核心球员在尼克斯的最后一个赛季。该赛季球队的战绩为47胜35负，是1990年来第一次没有能够拿到50场胜利。
2月8日，球队将查尔斯-史密斯与新秀蒙蒂·威廉姆斯（Monty Williams）送到圣安东尼奥，换来了JR·雷德（J.R. Reid）和布拉德·洛豪斯（Brad Lohaus）。十天之后，球队又将赫伯·威廉姆斯（Herb Williams）和道格·克里斯蒂（Doug Christie）交易至多伦多猛龙，换来了威利·安德森（Willie Anderson）和维克托·亚历山大（Victor Alexander）。在三月初，球队买断了教练唐·尼尔森的合同，此时这位帕特·莱利的接班人仅仅带队打了60场比赛。之后球队扶正助理教练杰夫·范甘迪，他带领球队在余下的赛程里取得了13胜9负。
帕特里克·尤因稳定的表现依然领导着球队。他的得分，篮板和盖帽依然排名联盟前十。安东尼·梅森的表现也十分耀眼，他平均上场时间为联盟最高的42.2分钟。在得分和篮板上，他也仅次于尤因，是球队的二把手，并且以4.4次助攻成为球队的助攻王。
在季后赛中，尼克斯以3比0横扫克里夫兰骑士，再次与迈克尔乔丹领军的芝加哥公牛相遇。就象在20世纪90年代初一样，公牛队很轻松的以4比1战胜了尼克斯。赛季结束后，德里克·哈珀，休伯特-戴维斯成为了自由球员，而梅森则被交易至夏洛特，换来了拉里·约翰逊，同时也给球队带来了新的希望，在范甘迪的指导下，人们都希望球队能走的更远。

#### 1996-97：新尼克，新氣象
随着拉里·约翰逊，阿兰·休斯敦，克里斯·柴尔兹和巴克·威廉姆斯的加入，球队的阵容日渐完善，再加上老将帕特里克·尤因，约翰·斯塔克斯和查尔斯·奥克利的坐镇，尼克表现出色，战绩为57胜25负，排名大西洋赛区第二。
球队的新秀约翰·华莱士（John Wallace）和沃尔特·麦卡蒂（Walter McCarty）也给球队带来了不少帮助。率领着这支球队，范甘迪在创下了队史上第一年带队的第三好战绩。11月19日对奥兰多魔术的比赛是值得纪念的一场比赛，尤因在这场比赛中成为了NBA历史上第23位得分达到20000的球员，最终球队以92比88获得胜利。12月30日对新泽西网取得的胜利（98比86）成为了队史上的第2000场胜利。
尤因第十一次入选NBA全明星队。他的场均得分（22.4分），篮板（10.7个）和盖帽（2.42个）均名列前茅。斯塔克斯获得了最佳第六人，他从板凳上战起来为球队场均砍下13.8分。休斯敦的场均14.8分，约翰逊场均12.8分，51.2%的命中率，柴尔兹场均9.1分和6.1个助攻的表现都给了球队很大帮助。
季后赛第一轮，尼克斯横扫了夏洛特黄蜂，随后又在对迈阿密热的比赛中取得了3比1的领先。第五场是一场混战，四位尼克斯球员（包括尤因）都因为离开了板凳而遭到了禁赛一场的惩罚。于是在第六和第七场中均以尼克斯的失利而告终，让热火晋级东部决赛，也成为了历史上第六只以1比3落后却又连赢3场而晋级的球队。这也是六个月来尼克的第一个三连败。

#### 1997-98：尤因受傷病所困
在12月20日对阵雄鹿的比赛中，尤因遭受到了一次足以毁灭他职业生涯的严重的伤病。安得鲁·朗为了接查理·沃德的传球，推了尤因一把，尤因摔在地上，导致右手腕脱臼，并且还伴随韧带撕裂。这次受伤相当严重，他的骨头甚至都要刺破了皮肤。他错过了那个赛季剩余的比赛。这次受伤带给尼克不小的打击。但是尼克依然取得了43胜39负的战绩，并在季后赛第一轮中击败了热火。
尤因的缺阵使得球队需要设计新的战术。阿兰·休斯顿和拉里·约翰逊此时挑起了球队的重担。休斯敦成为了球队得分王（18.4分），其中在对开拓者和骑士的时候均拿下34分，在3月1日对湖人的比赛中拿下32分带领球队以101比89胜出。约翰逊场均拿下15.5分和5.7个篮板。他们两人活跃的表现在尤因缺阵期间无疑给了球队极大帮助。
约翰·斯塔克斯再次成为了球队的精神领袖。这位替补为球队贡献场均12.9分，并且在1月29日对雄鹿的比赛中三分12投9中创下了新记录。
控球后卫查理·沃德这个赛季成为了尼克斯的先发后卫，他场均拿下7.8分和球队最高的5.7个助攻和1.76个抢断。查尔斯·奥克利超越尤因成为了队中参加季后赛最多的队员（113场），他做了所有他能做的事情，甚至在替补中锋克里斯·杜德利和巴克·威廉姆斯受伤的时候担任过中锋。奥克利场均6.4个篮板为全队最高，替补克里斯·米尔斯贡献9.7分和5.1个篮板 ，克里斯·柴尔兹贡献6.3分和3.9个助攻，赛季中加入的特里·卡明斯也为球队贡献了6.3分和3.6个篮板。
尤因在12月末受伤前达到了一个新的里程碑。12月16日，在以83比78战胜底特律活塞的比赛中，他拿到了自己职业生涯中的第22000分。在11月23日以104比84战胜温哥华灰熊的比赛中拿下的19分使尤因的总得分超过了拉里·伯德上升到NBA总得分榜的第17位 。
缺少了内线支柱的尼克以第七名的身份晋级季后赛，在第一轮中与初在上升期的热火相遇。这一次，纽约人笑到了最后，他们在五场大战中胜出。在东部半决赛，尼克斯遇到的对手是步行者，尤因在第二场比赛中复出。虽然比赛十分艰苦和激烈，但是雷吉.米勒領軍的溜馬最終還是以4比1淘汰了尼克。

#### 1998-99：老八傳奇
尼克做了两笔大交易。虽然队长受了伤，但是他们仍然找到了上演NBA老八傳奇的可能方法。
在新赛季开始前两个星期，尼克斯送出约翰·斯塔克斯，克里斯·米尔斯和特里·卡明斯，从金州换来了奔雷鎖喉手拉崔爾·史普利威爾。几个月前，球队又将查尔斯·奥克利送去多伦多，招来了马库斯·坎比。在经过了这些变动之后，球队的轮换阵容发生了巨大改变。这个赛季，球队取得了27胜23负的战绩。
季后赛开始，球队开始上演奇迹。第一轮，球队就碰上了头号种子迈阿密热火。比赛来到了第五战生死战，尼克斯的阿兰·休斯敦在比赛还剩0.8秒时拋投中的帮助球队进入下一轮。
在第二轮中，坎比的出色发挥帮助尼克斯横扫亚特兰大老鹰。坎比整个赛季的表现都不够稳定，但是在这个系列赛中他找回了自己的最佳状态。在第二场中，他得到了11分和13个篮板。在季后赛其余的比赛中，他的篮板，盖帽和扣篮都激励着球队。
纽约人再次创造了奇迹将印地安那步行者淘汰出局。而尤因在东部决赛第二场比赛以86-88败阵中，他的跟腱又一次负伤而只能作壁上观。拉里·约翰逊虽然在第六场比赛中膝盖受伤，但是他仍然能参加对圣安东尼奥马刺的总决赛，只是伤会对他的移动造成一定影响。
在第五战中，虽然斯普雷维尔拿下了35分和10个篮板，马刺还是以78比77赢下了比赛从而夺得总冠军。 斯普雷维尔的场均26.0分和休斯敦的21.6分是总决赛中得分最高的一对组合。但是失去了尤因的尼克斯还是难以和马刺的内线双塔蒂姆·邓肯和大卫·罗宾逊抗衡。

#### 1999-2000：尤因在尼克的最後一季
尼克在例行賽取得50勝的戰績，於季後賽分別淘汰了多倫多暴龍、邁阿密熱火，卻於東區決賽不敵印地安納溜馬。賽季結束後，尼克將尤英交易至西雅圖超音速及將克里斯·達德利交易至鳳凰城太陽，從而得到葛倫·萊斯、盧克·朗利、Travis Knight、Vladimir Stepania、Lazaro Borrell、弗农·马克斯韦尔、兩個第一輪NBA選秀權和兩個第二輪NBA選秀權。

### 二十一世紀 零零年代

#### 2000-2001：尤因时代结束
尼克斯以48胜34负的战绩位列大西洋赛区的第三名，并且连续第十四次杀入了季后赛，这也创下了球队历史。在连续九年进入东部半决赛后，这次在首轮尼克斯就被多伦多猛龙队以3比2淘汰出局。在主教练杰夫·范甘迪的执教下，球队场均仅让对手的到联盟最底的86.1分和41.7%的投篮命中率。尼克斯的防守让他们的对手在11月11日到1月21日的连续33场得分未达到100，这也创下了联盟的记录。尼克斯79.6%的罚球命中率也是联盟最高，后卫阿兰·休斯敦的90.9%的罚球命中率更是球队中最高（联盟第二）。马库斯·坎比52.4%的投篮命中率排名联盟第三，科特·托马斯以51.1%的命中率紧随其后。在2001年2月21日与多伦多猛龙的交易中，乔丹时代的老将和马克·杰克逊回到了队中。他场均八个的助攻排名联盟第六。休斯敦（场均18.7分）和拉特里尔·斯普雷维尔（场均17.7分）参加了在华盛顿举行的全明星赛。在3月1日以95比88战胜波士顿凯尔特人后，主教练范甘迪带队期间的胜场超过了莱利成为尼克斯历史上胜场第三多的教练。到该年赛季结束，范甘迪总共拿到238场胜利。此时球队的当家球星再次受到伤病的困扰，查理-沃德的膝伤，约翰逊的背伤。长期的伤病使得范甘迪在赛季中使用了19种不同的先发阵容。

#### 2001-2003：范甘迪離去
雖然失去尤因的尼克仍有一定競爭力，范甘迪仍決定辭去教練職務，范甘迪的離去導致尼克戰績直線下滑，2001-2002賽季僅取得30勝而無緣季後賽。尼克雖於隔年簽下安東尼奧·麥克戴斯，但他的膝蓋卻宛如球隊狀況般脆弱，在尼克僅打了18場比賽，本賽季尼克依舊無緣季後賽。

#### 2003-2008：湯瑪斯主政時期
2003年，尼克任命以賽亞·湯瑪斯為球隊總裁。湯瑪斯先後找來名帥藍尼·威肯斯與拉里·布朗執教，但成效不彰。布朗執教一季僅取得23勝59敗，且與主控史蒂芬·馬布里屢有不和傳聞，湯瑪斯被迫炒掉布朗親掌教鞭。
此外，湯瑪斯在球隊的諸多運作亦頗具爭議，包括交易來與馬布里位置重疊的史蒂夫·法蘭西斯、從公牛換來有健康疑慮的艾迪·柯瑞、用高薪簽下實力一般的傑爾姆·詹姆士與賈瑞德·傑佛瑞斯等。湯瑪斯執教期間僅繳出3成41的勝率，老板James Dolan於2008年終於對湯瑪斯失去耐心，改任麥克·狄安東尼為總教練。

#### 2008-2010：陣容重組
總裁Donnie Walsh在上任後進行了一連串重建，如與和球隊衝突不斷的馬布里協議買斷，將陣中賈邁爾·克勞佛、扎克·藍道夫等主力交易出去，以便騰出薪資空間。在此期間，大衛·李為少數表現亮眼的球員，曾於單季拿下65次雙十，位居聯盟第一。

### 一零年代

#### 2010-2011：ABS連線

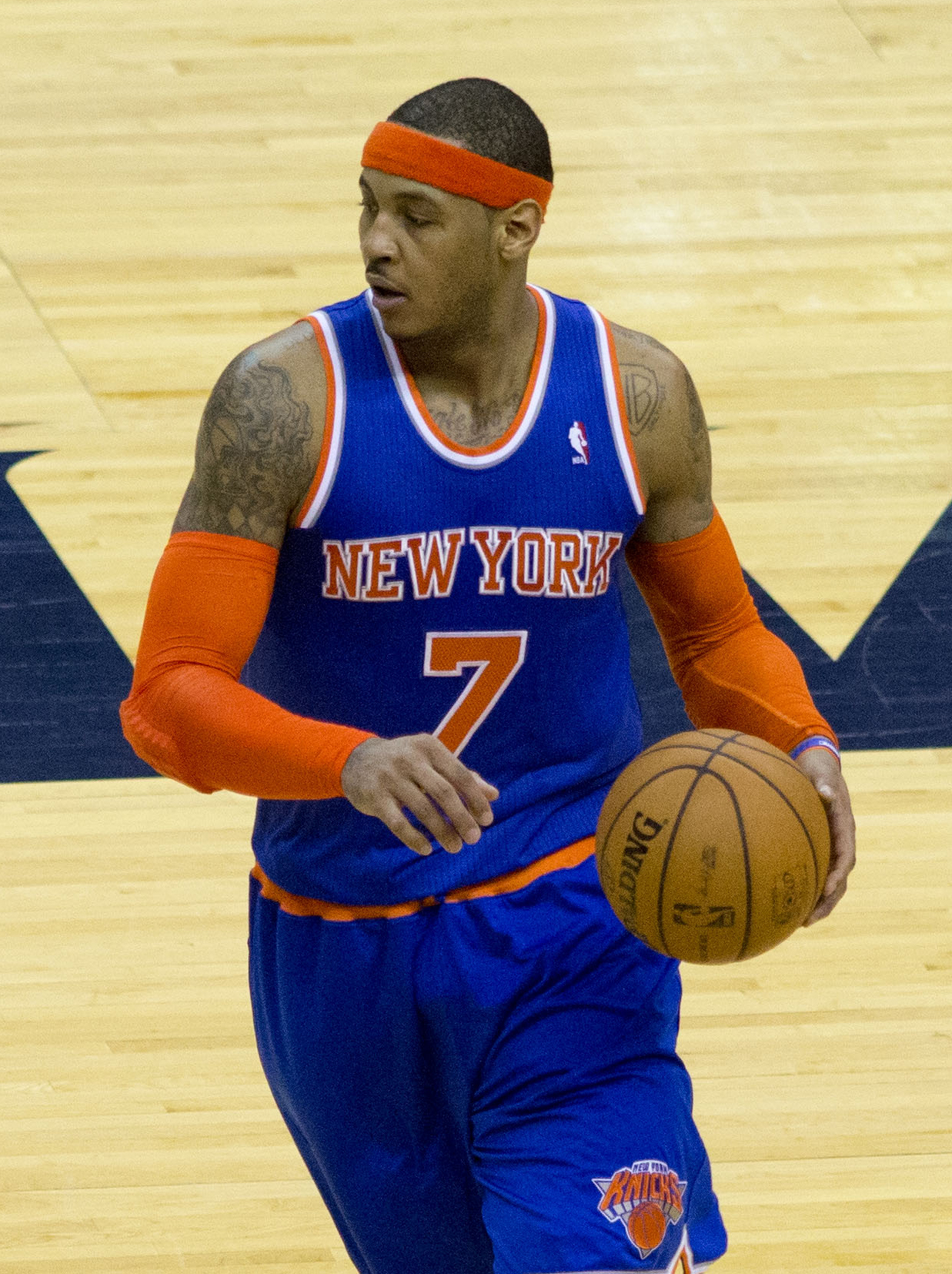
卡梅羅·安東尼

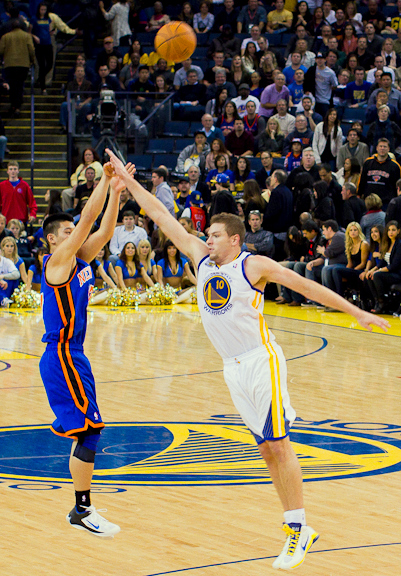
林來瘋時期林書豪對上金州勇士隊

2010-11賽季，尼克與金塊進行交易，獲得卡梅羅·安東尼與昌西·畢拉普斯，加上季初阿瑪爾·史陶德邁爾的加盟，三人組成「ABS連線」，帶領尼克重返季後賽，可惜在首輪便遭塞爾提克橫掃，畢拉普斯則於下季轉戰快艇。

#### 2011-2012：林來瘋席捲NBA
2011-12賽季，尼克兩大進攻鋒線之一的阿瑪雷·史陶德邁爾的膝蓋隱憂在這個賽季開始浮現、同時球隊其他人也屢屢出現傷病。在傷兵滿營的情況下，狄安東尼決定將板凳末端的林書豪叫上先發。此孤注一擲帶來了意外的驚喜，林書豪初次獲得輪替時間便攻下25分，幫助球隊擊敗布魯克林籃網。在接下來的9場先發中，林書豪繳出場均25.0分、9.9次助攻、2.2次抄截的記錄，並率領尼克打出一波七連勝。雖然林書豪最後在賽季的末段因半月板傷勢提前報銷，尼克也還是順利以分區第七之姿驚險擠進季後賽。
2012年季後賽，以分區第七進入季後賽的尼克在首輪遭到勒布朗·詹姆斯、德韋恩·韋德和克里斯·波許三位超級巨星領軍的邁阿密熱火以4比1淘汰。尼克中鋒泰森·錢德勒在賽季結束後獲頒NBA年度最佳防守球員獎項、但卻沒有進入年度防守陣容第一隊，這是聯盟史上第三次發生年度最佳防守球員沒有入選年度防守一陣的情況。

#### 2012-2014：10年代的一季輝煌和下滑的開始
2012休賽季，傑森·基德率先表示願意加盟尼克以輔助林書豪成長。然而林書豪同意了休士頓火箭一份足夠大的合約，尼克由於薪資考量選擇不跟進。最終尼克以麥克·伍德森作為總教練，補進了傑森·基德、馬庫斯·坎比、拉希德·華勒斯等若干經驗豐富且擅長防守的老將，同時簽下上個賽季在拓荒者打得不差的雷蒙·費爾頓作為新的主控。
2012-13賽季，總教練麥克·伍德森組建了完整的防守體系。以卡梅羅·安東尼作為第一得分點、泰森·錢德勒作為防守中樞，擁有穩健老將壓陣的尼克打出了自1999-00年賽季以來的最高成績。
開季豪取七勝零敗、加上例行賽面對如日中天的熱火三巨頭取得三勝一負，尼克成為該季全聯盟唯一一隻能在例行賽壓制勒布朗·詹姆斯領軍的超級球隊邁阿密熱火的球隊。最終尼克在這個賽季以54勝28敗、東區第二之姿挺進季後賽。雖然場均得分不是生涯最高，但安東尼在這個賽季取得生涯唯一一座得分王；錢德勒終於入選年度防守一陣、並讓灰熊的馬克·蓋索成為聯盟史上第四位無法進入年度防守一陣的年度最佳防守球員；JR史密斯則是打出生涯年並且拿下年度最佳第六人。
2013年季後賽，尼克在首輪以4:2淘汰賽爾蒂克。在第二輪團隊熄火，以2:4被溜馬擊敗，無緣在東區冠軍賽對陣熱火。
2013-14賽季，隨著上季壓陣的老將一個個退役，尼克團隊內部開始出現問題。費爾頓發生持槍恐嚇妻子的事件、JR史密斯取得先發位置後開始無視球隊進攻戰術。在體系變得混亂的情況下以東區第九無緣季後賽。賽季唯一的亮點是安東尼以62分13籃板的單場成績刷新了個人生涯單場最高得分以及麥迪遜花園廣場的單場得分紀錄。
2014年休賽季，尼克解僱了總教練伍德森、並找來「禪師」菲爾·傑克森擔任球隊營運總裁。

#### 2014-2016：傑克森主政、重建時期
2014年休賽季，傑克森上任後，球隊建隊方針轉變為以三角進攻體系建隊。先是找來了解三角進攻的德瑞克·費雪擔任總教練，然而費雪沒有任何教練經驗；接著將被認為不適合三角進攻的休息室領袖錢德勒指責為休息室毒瘤並被低價交易送走。透過交易盤來擅長投射、不擅長防守又有傷病隱憂的安德烈亞·巴爾尼亞尼、中規中矩的控衛何塞·卡德隆；簽下大量有策應或組織潛力的年輕球員和一部分中生代球員。
2014-15賽季，送走錢德勒使得尼克的內線防守近乎真空、安東尼也在2015年明星賽後提前關機做手術養傷。這個賽季的收穫是蘭斯頓·加洛韋，但得分後衛出身的他命中率不甚穩定、且最後沒能成長為球隊期待的控衛。尼克最後排名聯盟倒數第二，在2015年選秀會抽籤時掉到第四順位。
2015年選秀會，傑克森經過球探評估考量後用第四順位摘下身高7呎3吋的拉脫維亞大前鋒克里斯塔普斯·波爾辛吉斯。這個決定在選秀會當下遭到球迷噓聲、球評不看好，但後來波爾辛吉斯成功成為了尼克一時的核心直到他喊出「交易我」。據傳奧蘭多魔術曾向波爾辛吉斯提出完整的培養計畫並保證會在2014年用第四順位選下他、力勸他參加2014年選秀。但在2015年選秀會抽籤後，尼克取得第四順位而魔術第五時，魔術總管感嘆沒機會選到波爾辛吉斯了。
2015-16賽季，尼克戰績仍然不見好轉。傑克森在季中炒掉了費雪，由助教科特·蘭比斯接手。賽季結束時位列聯盟倒數第七，但是沒有首輪籤。
2016年休賽季，前太陽總教練傑夫·霍納塞克接掌兵符。霍納塞克過去在鳳凰城太陽執教時以「三衛戰術」聞名並飽受批評、執教太陽兩季半沒有進入過季後賽。

#### 2016-2017：傑克森被解雇、安東尼被交易、安東尼時代結束
2016年休賽季找來霍納塞克執掌兵符後，禪師陸續補進了過去因遭逢ACL大傷而迅速殞落的前公牛當家控衛德瑞克·羅斯以及在羅斯重傷後一度當家、隨後同樣因傷勢快速下滑的策應型中鋒喬金·諾亞。
2016-17賽季，即使安東尼盡力配合三角進攻體系改變打法，體系的效果仍然不見起色。尼克以31勝51敗的成績並列聯盟倒數第五、連續四年無緣季後賽。傑克森意識到安東尼並不是能夠達到喬丹、科比相同效果的核心，憤而公開指責安東尼、並把他擺上交易檯面。儘管安東尼一再表示自己想在家鄉終老、還有什麼需要改善的也願意配合，禪師仍然一再地攻擊安東尼並執意交易他，最終導致被定位為未來核心的波爾辛吉斯倒向安東尼並和傑克森對立。
2017年休賽季，禪師持續為了三角進攻體系補進自己認為合適的新秀，在2017年選秀會上用第八順位選擇了低完成度高天賦、被認為可以融入三角進攻體系的法蘭克·尼利基納；另外在44順位和58順位選擇了被認為能成為3D射手的達米安·多特森和最終沒有加入NBA的Ognjen Jaramaz。
選秀會後僅僅五天，禪師遭到解雇、三角進攻的建隊方針瓦解，間接導致後來尼利基納和多特森等人沒有被正常培養。然而解雇禪師並沒辦法喚回安東尼，去意已決的安東尼仍然放棄不可交易條款離開效力7個球季的尼克，被交易到奧克拉荷馬雷霆。自此，失去建隊方向的尼克開始在自由市場大量尋找大前鋒和後衛。

#### 2017-2020：無方針的混亂重建期
在解僱傑克森之後，尼克將原先的總經理史蒂夫·米爾斯拉到總裁的位置、並找來在2017年選秀會上達成令人驚豔的完整操盤的國王隊GM史考特·佩里出任球隊總經理。在米爾斯升職、佩里上任總管的時間差內，米爾斯用四年7100萬的溢價合約簽回了之前被送走的小蒂姆·哈達威。
2017年休賽季，送走了去意已決的安東尼的尼克，透過交易拿下了埃內斯·坎特、道格·賣克德莫特等人，並以波爾辛吉斯作為新任核心進行重建。尼克在這個休賽季開始無視陣中新人發展空間、大量簽入被他隊放棄的同位置球員，連續簽下四名控球後衛和三名大前鋒、賽季一度出現五名控衛和五名大前鋒的狀況。
2017-18賽季，波爾辛吉斯開季火熱的狀態帶著尼克一度打出五成勝率，但過一陣子便再次跌出季後賽行列之外、波爾辛吉斯被認為有疑慮的耐戰度問題漸漸浮現。雖然波爾辛吉斯成功入選生涯首度的明星賽，但在半程賽季即因ACL傷勢報銷而無法參加。尼克也因為失去唯一的球星跌回東區第十一，黯然結束賽季。而尼克急於重返季後賽、大量啟用老將和中生代的上場調度導致新秀的上場時間極度壓縮。
2018年休賽季，霍納塞克被解雇、由大衛·費茲戴爾接手執教。費茲戴爾過去在NBA擔任了13年助教、在灰熊擔任一季多一點總教練的時光，帶領灰熊進入一次季後賽、第二季開季戰績不佳即被解僱。
2018年選秀會，尼克用第九順位拿下凱文·諾克斯；在第三十六順位拿下跳過大學自主訓練一年的中鋒米切爾·羅賓森。同時尼克在自由市場上又簽下了兩名大前鋒、兩名得分後衛和兩名得分後衛落選秀，至此包含雙向合約球員已經有八名得分後衛。
2018-19賽季，波爾辛吉斯在養傷的過程中對尼克球團高層的不滿達到最高點，向球隊要求交易自己。尼克在波爾辛吉斯要求交易的消息走漏前緊急和達拉斯小牛達成交易。尼克在交易中獲得了兩枚未來首輪選秀權和小牛當時的少主小丹尼斯·史密斯等回報，但史密斯後來被冷凍在板凳上。尼克在賽季結束時位列聯盟墊底，在抽籤時順位由預期的狀元籤下跌至探花籤。
2019年選秀會，尼克以探花籤選中了加拿大新星得分後衛RJ巴瑞特，並決定將其作為未來核心培養。2019年休賽季，原先預定在自由市場追逐的明星小前鋒凱文·杜蘭特在總冠軍賽阿基里斯腱斷裂，經過評估後尼克決定收手。
2019-20賽季，尼克在開季沒多久後解僱了費茲戴爾，由發展聯盟教練麥克·米勒暫代總教練。接著在球季中解僱了總裁米爾斯、找來雷昂·羅斯接手。最後在疫情影響下導致聯盟停賽，最後以21勝45敗位列聯盟倒數第六，未能參加附加賽而結束賽季。
2020年休賽季由於疫情停賽復賽而往後推遲。尼克在休賽季請來以防守著稱的湯姆·錫伯杜為總教練、請回七年前帶領尼克站上東區第二的麥克·伍德森進到助教團，試圖構築完善的防守體系。2020年選秀會上，尼克用第八順位選擇了進攻型大前鋒歐比·托平、透過向下交易拿到了二十五順位的伊曼紐爾·奎克利。

### 二零年代

#### 2020-2022：錫伯杜執掌兵符、重返季後賽
2020年休賽季，尼克請來湯姆·錫伯杜執掌兵符，期盼能建立起穩健的防守體系。錫伯杜上任後成功帶起團隊防守體系、進攻端以朱利葉斯·蘭德爾作為進攻發起點，也使上季打得普通的蘭德爾在成績上出現大幅進步。蘭德爾在這個賽季首次入選明星賽、並在季後獲得最佳進步獎。
2020-21賽季，尼克並沒有因為疫情和縮水賽程而被影響太多，最終以41勝31敗的成績成功以東區第四重返季後賽，在首輪對陣亞特蘭大老鷹。在賽季中段，球隊發動交易送走不滿長時間無球可打、自請下放發展聯盟的小丹尼斯·史密斯，換回錫伯杜愛將德瑞克·羅斯。這是羅斯第二次效力尼克、也是錫伯杜和羅斯兩人第三次在同一支球隊共事，球迷間也開玩笑地說錫伯杜在哪隊執教，羅斯就會被召喚過去。
2021年季後賽首輪，尼克和老鷹作為兩支經歷重建後、大多球員是第一次打季後賽的球隊，在賽前被認為兩隊都有可能晉級。但作為球隊主將的蘭德爾系列賽僅有29.8%命中率、並且有4.6次失誤，最後尼克以1:4敗給老鷹。
2021年選秀會，尼克先後透過交易和自選拿下了Quentin Grimes、羅卡斯·喬庫巴蒂斯、Miles McBride和Jericho Sims三位球員，並且隨後在2021年休賽季積極補強。
2021-22賽季，在季前尼克積極補強，準備再次衝擊季後賽。蘭德爾並沒有延續上賽季例行賽的表現，球隊防守水準也倒退回聯盟中後段，最終以37勝45敗無緣季後賽。

#### 2022-2023：杰倫·布朗森時代
2022年選秀會，尼克手握第11順位，但是目光並沒有放在選秀會上。經過一連串交易後，清出了足以簽下自由市場上達拉斯獨行俠的第二控球杰倫·布朗森的預期價格。2022年休賽季，尼克在自由市場開啟後沒多久便以四年一億四百萬美金的價格將布朗森帶回了家鄉球隊、並在之後做出了一些針對角色球員的補強。由於在自由市場開始前便做出了操盤，尼克在2022-23賽季進行時被聯盟調查、並在最後被裁罰了一個2025年的二輪選秀權。
2022-23賽季，布朗森證明了自己是足以擔任主控的球員，搭配著錫柏杜重新建立的防守體系帶領尼克打出了47勝35敗的戰績、以東區第五之姿晉級季後賽。在尼克獲得了布朗森之後，蘭德爾也打出了足以入選明星賽、並在季後入選年度第三隊的數據。
2022-23年季後賽，尼克以東區第五之姿在首輪對上睽違五年重返季後賽的年輕克里夫蘭騎士。面對陣容更完整、防守優秀但更生嫩的騎士，尼克打出了二零年代少見的防守戰、並靠著團隊優秀的進攻籃板能力以4比1戰勝了騎士，自從2012-13賽季以來睽違十年晉級季後賽第二輪。布朗森在首輪系列賽場均以43.7%命中率拿下24分、4.2籃板、4.8助攻、2.2抄截的成績；蘭德爾則以33.8%的命中率場均拿下14.4分、6.4籃板、3助攻。
季後賽第二輪，尼克對上了在首輪擊倒密爾瓦基公鹿、完成了聯盟歷史第六次老八傳奇的邁阿密熱火。同樣是防守強勢的球隊，尼克熱火這組世仇再次重演了當初兩隊在九零年代對決時的防守大戰。在力戰六場之後，最終仍以4比2敗給了吉米·巴特勒帶領的邁阿密熱火。布朗森在第二輪打出了以50.8%命中率場均拿下29.3分、5.5籃板、6.3助攻的成績；蘭德爾則是相對於首輪稍有回魂，以41%命中率拿下18.8分、10.2籃板、4.2助攻。在經歷這輪系列賽之後，尼克和熱火成為了NBA歷史上首組互相以老八之姿在季後賽淘汰對方的世仇；熱火也成為了聯盟史上第二支挺進分區冠軍賽的第八種子，而史上第一支便是1999年的尼克。
由於尼克在季中交易來布朗森過往在維拉諾瓦大學的後場搭檔喬許·哈特、且達拉斯獨行俠在經過凱里·厄文交易案後戰績不升反退一路跌出附加賽行列，因此尼克在2023年選秀會上沒有任何選秀權。

#### 2023-：杰倫·布朗森與維拉諾瓦大學校友會時代
2023-24賽季，隨著唐特·迪文森佐的加盟，尼克組成了布朗森、哈特、迪文森佐這組曾經在維拉諾瓦大學當過隊友的三人組合，這段時間的紐約尼克也被獲得了「紐約維拉諾瓦校友會」、「打NBA的大學校隊」等有趣異名。依靠著強硬的防守和籃板爭搶，尼克最終在例行賽睽違11年拿下50勝。50勝32敗的戰績也讓尼克在賽季最後一天站上東區第二。
2024年NBA季後賽，尼克在首輪力抗上季MVP喬爾·恩比德，以4：2戰勝本應是爭冠勁旅，卻因傷病跌至東區第七的費城76人。接著，尼克與溜馬睽違11年再次在次輪狹路相逢，最終尼克在先發與主力輪替除了佐迪文森佐以外全員傷退的情況下，在鏖戰七場後以3-4遭到淘汰。
2024-25賽季：戰力重整，重返東冠
2024年10月3日，灰狼、尼克與黃蜂的三方交易案正式拍板，灰狼將唐斯（Karl-Anthony Towns）送出與尼克換取朱利葉斯·蘭德爾（Julius Randle）、多特·迪文琴佐（Donte DiVincenzo）和交易權，整筆三方交易案將涉及8名球員以及4個選秀權、1個簽約權和部分交易現金。並正式確定以愛德華茲為核心的建隊方針。
2024-25賽季，最終戰績為51勝31負，東區排名第三，晉級季後賽；首輪以4：2戰勝東區第六底特律活塞，次輪以4：2戰勝衛冕軍（東區第二）波士頓塞爾提克，睽違25年再次打進東區冠軍賽；東決以2：4不敵東區第四印第安納溜馬，遭到淘汰。

## 球员

### 退休球衣號碼
| 纽约尼克斯 退役球衣号码球员 |                 |      |                  |
| 背號                        | 球员            | 位置 | 時間             |
| 10                          | 沃尔特·弗雷泽   | 後衛 | 1967–77          |
| 12                          | 迪克·巴尼特     | 後衛 | 1965–74          |
| 15                          | 厄尔·门罗       | 後衛 | 1972–80          |
| 15                          | 迪克·麥圭爾     | 後衛 | 1949–57          |
| 19                          | 威利斯·里德     | 中鋒 | 1964–74          |
| 22                          | 戴夫·德布斯切尔 | 前鋒 | 1969–74          |
| 24                          | 比尔·布拉德利   | 前鋒 | 1967–77          |
| 33                          | 帕特里克·尤因   | 中鋒 | 1985–2000        |
| 613                         | 里德·霍尔兹曼   | —    | 1967–77, 1978–82 |

### 籃球名人堂
| 背號 | 球員            | 位置        | 在隊年份  | 入選年份 | 背號 | 球員              | 位置      | 在隊年份            | 入選年份 |
| ---- | --------------- | ----------- | --------- | -------- | ---- | ----------------- | --------- | ------------------- | -------- |
| 6    | 湯姆·古拉       | 後衛/小前鋒 | 1962–1966 | 1976     | 32   | 傑瑞·盧卡斯 3     | 中鋒      | 1971–1974           | 1980     |
| 7    | 斯萊特·馬丁     | 後衛        | 1956      | 1982     | 19   | 威利斯·里德       | 中鋒      | 1964–1974           | 1982     |
| 24   | 比爾·布拉德利   | 小前鋒/後衛 | 1967–1977 | 1982     | 22   | 戴夫·德布斯切爾   | 大前鋒    | 1969–1974           | 1983     |
| 10   | 沃爾特·弗雷澤   | 後衛        | 1967–1977 | 1987     | 15   | 厄爾·孟洛         | 後衛      | 1972–1980           | 1990     |
| 11   | 哈里·加勒廷 6   | 前鋒/中鋒   | 1948–1957 | 1991     | 15   | 迪克·麥圭爾       | 後衛      | 1949–1957           | 1993     |
| 8    | 華特·貝拉米 4   | 中鋒        | 1965–1968 | 1993     | 11   | 鮑伯·麥卡杜       | 前鋒/中鋒 | 1976–1979           | 2000     |
| 33   | 帕特里克·尤因 1 | 中鋒        | 1985–2000 | 2008     | 9    | 里奇·格林         | 後衛      | 1956–1963           | 2013     |
| 30   | 伯納德·金       | 小前鋒      | 1982–1987 | 2013     | 8 19 | 納撒尼爾·克利夫頓 | 大前鋒    | 1950–1956           | 2014     |
| 42   | 史賓瑟·海伍德   | 大前鋒/中鋒 | 1975–1979 | 2015     | 55   | 迪肯貝·穆湯波     | 中鋒      | 2003–2004           | 2015     |
| 3    | 卓西·麥基迪     | 後衛/前鋒   | 2010      | 2017     | 1    | 莫里斯·奇克斯     | 後衛      | 1990–1991           | 2018     |
| 5    | 傑森·基德       | 後衛        | 2012–2013 | 2018     | 4    | 卡爾·布朗 7       | 後衛      | 1947–1950 1952–1961 | 2019     |
| 44   | 保羅·韋斯特法爾 | 後衛        | 1981–1983 | 2019     |      |                   |           |                     |          |

| 教練      | 教練          | 位置   | 在隊年份            | 入選年份 | 教練          | 教練          | 位置   | 在隊年份  | 入選年份 |
| --------- | ------------- | ------ | ------------------- | -------- | ------------- | ------------- | ------ | --------- | -------- |
| 613       | 里德·霍爾茲曼 | 總教練 | 1967–1977 1978–1982 | 1986     | 藍尼·威肯斯 2 | 藍尼·威肯斯 2 | 總教練 | 2004–2005 | 1998     |
| 拉里·布朗 | 拉里·布朗     | 總教練 | 2005–2006           | 2002     | 帕特·莱利     | 帕特·莱利     | 總教練 | 1991–1995 | 2008     |
| 唐·尼爾森 | 唐·尼爾森     | 總教練 | 1995–1996           | 2012     | 里科·皮提諾 5 | 里科·皮提諾 5 | 總教練 | 1987–1989 | 2013     |

| 教練      | 教練      | 位置   | 在隊年份  | 入選年份 |
| --------- | --------- | ------ | --------- | -------- |
| 胡比·布朗 | 胡比·布朗 | 總教練 | 1982–1986 | 2005     |

Notes:
- 1 尤因兩次入選名人堂，以球員身份和1992年美國男子奧運籃球代表隊的成員身份入選。
- 2 威肯斯三次入選名人堂，以球員、教練和1992年美國男子奧運籃球代表隊的成員身份入選。
- 3 盧卡斯兩次入選名人堂，以球員身份和1960年美國男子奧運籃球代表隊（英语：1960 United States men's Olympic basketball team）的成員身份入選。
- 4 貝拉米兩次入選名人堂，以球員身份和1960年美國男子奧運籃球代表隊（英语：1960 United States men's Olympic basketball team）的成員身份入選。
- 5 曾擔任助理教練 (1983–1985).
- 6 曾擔任總教練 (1965–1966).
- 7 曾擔任總教練 (1959–1961).

### 入選全明星賽
以下尼克斯球員入選NBA全明星賽.

| - 文斯·博里拉 – 1951 - 哈里·加勒廷 – 1951, 1952, 1953, 1954, 1955, 1956, 1957 - 迪克·麦圭尔 – 1951, 1952, 1954, 1955, 1956 - 马克斯·扎斯洛夫斯基 – 1952 - 卡爾·布朗 – 1953, 1954, 1955, 1956, 1957 - 納撒尼爾·克利夫頓 – 1957 - 里奇·格林 – 1958, 1959, 1960, 1961, 1962, 1963 - 威利·諾爾斯 – 1958, 1960, 1961, 1962 - 肯·西爾斯 – 1958, 1959 - 约翰尼·格林 – 1962, 1963, 1965 - 湯姆·古拉 – 1963, 1964 - 莱恩·查普尔 – 1964 - 威利斯·里德 – 1965, 1966, 1967, 1968, 1969, 1970, 1971 - 迪克·巴尼特 – 1968 - 戴夫·德布斯切尔 – 1966, 1967, 1968, 1970, 1971, 1972, 1973, 1974 - 沃爾特·弗雷澤 – 1970, 1971, 1972, 1973, 1974, 1975, 1976 - 比爾·布拉德利 – 1973 | - 厄爾·孟洛 – 1975, 1977 - 鮑伯·麥卡杜 – 1977, 1978 - 比尔·卡特赖特 – 1980 - 米歇爾·雷·理查森 – 1980, 1981, 1982 - 伯納德·金 – 1984, 1985 - 帕特里克·尤因 – 1986, 1988, 1989, 1990, 1991, 1992, 1993, 1994, 1995, 1996, 1997 - 馬克·傑克森 – 1989 - 查爾斯·歐克利 – 1994 - 約翰·史塔克斯 – 1994 - 阿蘭·休斯頓 – 2000, 2001 - 拉崔爾·史普利威爾 – 2001 - 大衛·李 – 2010 - 阿玛雷·斯塔德迈尔 – 2011 - 卡梅羅·安東尼 – 2012, 2013, 2014, 2015, 2016, 2017 - 泰森·錢德勒 – 2013 - 克里斯塔普斯·波爾辛吉斯 – 2018 - 朱利葉斯·蘭德爾 – 2021, 2023 |

## 隊史紀錄
粗字 表示為隨隊的現役球員。
斜體表示為現役球員，但現時不是球隊成員。
得分榜（常規賽）
備註：截至2019-20賽季末
1. 帕特里克·尤因 (23,665)
2. 沃爾特·弗雷澤 (14,617)
3. 威利斯·里德 (12,183)
4. 阿蘭·休斯頓 (11,165)
5. 卡爾·布勞恩 (10,449)
6. 里奇·格林 (10,392)
7. 卡梅羅·安東尼 (10,186)
8. 厄爾·孟洛 (9,679)
9. 迪克·巴尼特 (9,442)
10. 比爾·布拉德利 (9,217)
11. 比尔·卡特赖特 (9,006)
12. 約翰·史塔克斯 (8,489)
13. 威利·諾爾斯（英语：Willie Naulls） (8,318)
14. 傑拉德·威爾金斯（英语：Gerald Wilkins） (8,258)
15. 哈里·加勒廷 (7,771)
16. 查爾斯·歐克利 (7,528)
17. 戴夫·德布斯切尔 (6,957)
18. 肯·西爾斯（英语：Ken Sears） (6,854)
19. 雷·威廉斯（英语：Ray Williams (basketball)） (6,555)
20. 拉崔爾·史普利威爾 (6,284)

其他數據（常規賽）
備註：截至2019-20賽季末
| 出場時間      | 出場時間 |
| 球員          | 分鐘     |
| ------------- | -------- |
| 帕特里克·尤因 | 37,586   |
| 沃爾特·弗雷澤 | 28,995   |
| 查爾斯·歐克利 | 23,959   |
| 威利斯·里德   | 23,073   |
| 比爾·布拉德利 | 22,799   |

| 籃板榜        | 籃板榜 |
| 球員          | 籃板   |
| ------------- | ------ |
| 帕特里克·尤因 | 10,759 |
| 威利斯·里德   | 8,414  |
| 查爾斯·歐克利 | 7,291  |
| 哈里·加勒廷   | 5,935  |
| 威利·諾爾斯   | 5,015  |

| 助攻榜        | 助攻榜 |
| 球員          | 助攻   |
| ------------- | ------ |
| 沃爾特·弗雷澤 | 4,791  |
| 馬克·傑克森   | 4,005  |
| 迪克·麦圭尔   | 2,950  |
| 卡爾·布勞恩   | 2,821  |
| 里奇·格林     | 2,725  |

| 抄截榜           | 抄截榜 |
| 球員             | 抄截   |
| ---------------- | ------ |
| 帕特里克·尤因    | 1,061  |
| 查爾斯·歐克利    | 844    |
| 米歇尔·雷·理查森 | 810    |
| 雷·威廉斯        | 750    |
| 查理·沃德        | 744    |

| 封阻榜        | 封阻榜 |
| 球員          | 封阻   |
| ------------- | ------ |
| 帕特里克·尤因 | 2,758  |
| 比尔·卡特赖特 | 543    |
| 馬文·韋伯斯特 | 542    |
| 庫特·湯瑪斯   | 479    |
| 马库斯·坎比   | 390    |

## 個人獎項
NBA最有價值球員
- 威利斯·里德 – 1970

NBA總決賽最有價值球員
- 威利斯·里德 – 1970, 1973

NBA年度最佳新秀
- 威利斯·里德 – 1965
- 帕特里克·尤因 – 1986
- 马克·杰克逊 – 1988

NBA年度最佳第六人
- 安東尼·梅森 – 1995
- 約翰·史塔克斯 – 1997
- J·R·史密斯 − 2013

NBA年度最佳防守球員
- 泰森·錢德勒 – 2012

NBA最佳進步球員
- 朱利葉斯·蘭德爾 – 2021

NBA年度最佳教練
- 里德·霍尔兹曼 – 1970
- 帕特·莱利 – 1993
- 汤姆·希伯杜 – 2021

NBA最佳運動精神獎
- 傑森·基德 – 2013

詹姆斯·沃尔特·肯尼迪公民奖
- 迈克·格伦 – 1981
- 罗里·斯帕罗 – 1986

NBA得分王
- 伯納德·金 – 1985
- 卡梅羅·安東尼 – 2013

全明星賽主教練
- 喬·萊普希克 – 1951, 1953, 1954
- 里德·霍尔兹曼 – 1970, 1971
- 帕特·莱利 – 1993
- 杰夫·范甘迪 – 2000

NBA最佳陣容第一陣容
- 哈里·加勒廷 – 1954
- 沃爾特·弗雷澤 – 1970, 1972, 1974, 1975
- 威利斯·里德 – 1970
- 伯納德·金 – 1984, 1985
- 帕特里克·尤因 – 1990

NBA最佳陣容第二陣容
- 卡爾·布勞恩 – 1948, 1954
- 迪克·麥圭爾 – 1951
- 哈里·加勒廷 – 1955
- 里奇·格林 – 1959, 1960, 1962
- 威利斯·里德 – 1967–1969, 1971
- 戴夫·德布斯切尔 – 1969
- 沃爾特·弗雷澤 – 1971, 1973
- 帕特里克·尤因 – 1988, 1989, 1991–1993, 1997
- 阿玛雷·斯塔德迈尔 – 2011
- 卡梅羅·安東尼 – 2013
- 朱利葉斯·蘭德爾 – 2021

NBA最佳陣容第三陣容
- 卡梅羅·安東尼 – 2012
- 泰森·錢德勒 – 2012

NBA最佳防守陣容第一陣容
- 戴夫·德布斯切尔 – 1969–1974
- 沃爾特·弗雷澤 – 1969–1975
- 威利斯·里德 – 1970
- 米歇尔·雷·理查森 – 1981
- 查爾斯·歐克利 – 1994
- 泰森·錢德勒 – 2013

NBA最佳防守陣容第二陣容
- 帕特里克·尤因 – 1988, 1989, 1992
- 約翰·史塔克斯 – 1993
- 查爾斯·歐克利 – 1998
- 泰森·錢德勒 – 2012

NBA最佳新秀陣容第一陣容
- 阿特·海曼 – 1964
- 詹·巴尼斯（英语：Jim Barnes (basketball)） – 1965
- 霍華德·科密維斯 – 1965
- 威利斯·里德 – 1965
- 迪克·范阿斯代爾 – 1966
- 卡齊·拉塞爾 – 1967
- 沃爾特·弗雷澤 – 1968
- 菲尔·杰克逊 – 1968
- 比尔·卡特赖特 – 1980
- 達雷爾·沃克 – 1984
- 帕特里克·尤因 – 1986
- 马克·杰克逊 – 1988
- 錢寧·弗萊 – 2006
- 蘭德里·費斯 – 2011
- 伊曼·香珀特 – 2012
- 小蒂姆·哈达威 – 2014
- 克里斯塔普斯·波爾辛吉斯 – 2016
- 吉列爾莫·埃爾南戈麥斯 – 2017

NBA最佳新秀陣容第二陣容
- 罗德·斯特里克兰 – 1989
- 兰斯顿·加洛韦 – 2015
- 米曹·羅賓遜 – 2019
- 伊曼紐爾·奎克利 – 2021

## 過往賽績
| 賽季       | 聯盟 | 聯盟排名 | 賽區       | 賽區排名 | 勝   | 負   | 勝率 | 季後賽成績                                           | 結果 | 總教練                          |
| ---------- | ---- | -------- | ---------- | -------- | ---- | ---- | ---- | ---------------------------------------------------- | --- | ------------------------------- |
| 纽约尼克斯 |      |          |            |          |      |      |      |                                                      | |                                 |
| 1946–47    | -    | -        | 東岸       | 3        | 33   | 27   | .550 | 第一輪勝出 聯盟決賽出局                              | 纽约尼克斯 2, 克里夫蘭叛逆 1 被費城勇士直落2擊敗                                                               | 尼爾·庫蘭                       |
| 1947–48    | -    | -        | 東岸       | 2        | 26   | 22   | .542 | 第一輪出局                                           | 巴爾的摩子彈 2, 纽约尼克斯 1                                                                                   | 喬·拉普奇克                     |
| 1948–49    | -    | -        | 東岸       | 2        | 32   | 28   | .533 | 第一輪勝出 聯盟決賽出局                              | 直落2擊敗巴爾的摩子彈 1 華盛頓國會 2, 纽约尼克斯 1                                                             | 喬·拉普奇克                     |
| 1949–50    | -    | -        | 東岸       | 2        | 40   | 28   | .588 | 第一輪勝出 聯盟決賽出局                              | 直落2打倒華盛頓國會 遭錫拉丘茲民族直落2擊敗                                                                    | 喬·拉普奇克                     |
| 1950–51    | -    | -        | 東岸       | 3        | 36   | 30   | .545 | 第一輪勝出 聯盟決賽勝出 NBA總決賽出局                | 直落2打敗波士頓凱爾特人 纽约尼克斯 3, 錫拉丘茲民族 2 羅徹斯特皇家 4, 纽约尼克斯 3                              | 喬·拉普奇克                     |
| 1951–52    | -    | -        | 東岸       | 3        | 37   | 29   | .561 | 第一輪勝出 聯盟決賽勝出 NBA總決賽出局                | 纽约尼克斯 2, 波士頓凱爾特人 1 纽约尼克斯 3, 錫拉丘茲民族 1 明尼阿波利斯湖人 4, 纽约尼克斯 3                   | 喬·拉普奇克                     |
| 1952–53    | -    | -        | 東岸       | 1        | 47   | 23   | .671 | 第一輪勝出 聯盟決賽勝出 NBA總決賽出局                | 直落2打敗巴爾的摩子彈 纽约尼克斯 3, 波士頓凱爾特人 1 明尼阿波利斯湖人 4, 纽约尼克斯 1                          | 喬·拉普奇克                     |
| 1953–54    | -    | -        | 東岸       | 1        | 44   | 28   | .611 | 循環賽                                               | 先後被錫拉丘茲民族 和波士頓凱爾特人各賞一次2連敗淘汰出局                                                       | 喬·拉普奇克                     |
| 1954–55    | -    | -        | 東岸       | 2        | 38   | 34   | .528 | 第一輪出局                                           | 波士頓凱爾特人 2, 纽约尼克斯 1                                                                                 | 喬·拉普奇克                     |
| 1955–56    | -    | -        | 東岸       | 4        | 35   | 37   | .486 | 第一輪出局                                           | 錫拉丘茲民族 1, 纽约尼克斯 0                                                                                   | 喬·拉普奇克 文斯·博里拉         |
| 1956–57    | -    | -        | 東岸       | 4        | 36   | 36   | .500 |                                                      | | 文斯·博里拉                     |
| 1957–58    | -    | -        | 東岸       | 4        | 35   | 37   | .486 |                                                      | | 文斯·博里拉 安德魯·勒瓦尼       |
| 1958–59    | -    | -        | 東岸       | 2        | 40   | 32   | .556 | 第一輪出局                                           | 被錫拉丘茲民族直落2擊倒                                                                                        | 安德魯·勒瓦尼                   |
| 1959–60    | -    | -        | 東岸       | 4        | 27   | 48   | .360 |                                                      | | 安德魯·勒瓦尼 卡爾·布勞恩       |
| 1960–61    | -    | -        | 東岸       | 4        | 21   | 58   | .266 |                                                      | | 卡爾·布勞恩                     |
| 1961–62    | -    | -        | 東岸       | 4        | 29   | 51   | .363 |                                                      | | 埃迪·多諾萬                     |
| 1962–63    | -    | -        | 東岸       | 4        | 21   | 59   | .263 |                                                      | | 埃迪·多諾萬                     |
| 1963–64    | -    | -        | 東岸       | 4        | 22   | 58   | .275 |                                                      | | 埃迪·多諾萬                     |
| 1964–65    | -    | -        | 東岸       | 4        | 31   | 49   | .388 |                                                      | | 埃迪·多諾萬 哈里·加拉廷         |
| 1965–66    | -    | -        | 東岸       | 4        | 30   | 50   | .375 |                                                      | | 迪克·麥克奎爾                   |
| 1966–67    | -    | -        | 東岸       | 4        | 36   | 45   | .444 | 第一輪出局                                           | 波士頓凱爾特人 3, 纽约尼克斯 1                                                                                 | 迪克·麥克奎爾 里德·霍爾茲曼     |
| 1967–68    | -    | -        | 東岸       | 3        | 43   | 39   | .524 | 第一輪出局                                           | 錫拉丘茲民族 4, 纽约尼克斯 2                                                                                   | 里德·霍爾茲曼                   |
| 1968–69    | -    | -        | 東岸       | 3        | 54   | 28   | .659 | 第一輪勝出 聯盟決賽出局                              | 直落4橫掃巴爾的摩子彈 波士頓凱爾特人 4, 纽约尼克斯 2                                                           | 里德·霍爾茲曼                   |
| 1969–70    | -    | -        | 東岸       | 1        | 60   | 22   | .732 | 第一輪勝出 聯盟決賽勝出 NBA總決賽勝出                | 纽约尼克斯 4, 巴爾的摩子彈 3 纽约尼克斯 4, 密爾沃基雄鹿 1 纽约尼克斯 4, 洛杉磯湖人 3                           | 里德·霍爾茲曼                   |
| 1970–71    | 東岸 | 1        | 大西洋賽區 | 1        | 52   | 30   | .634 | 第一輪勝出 聯盟決賽出局                              | 纽约尼克斯 4, 亞特蘭大老鷹 1 巴爾的摩子彈 4, 纽约尼克斯 3                                                      | 里德·霍爾茲曼                   |
| 1971–72    | 東岸 | 3        | 大西洋賽區 | 2        | 48   | 34   | .585 | 第一輪勝出 聯盟決賽勝出 NBA總決賽出局                | 纽约尼克斯 4, 巴爾的摩子彈 2 纽约尼克斯 4, 波士頓凱爾特人 1 洛杉磯湖人 4, 纽约尼克斯 1                         | 里德·霍爾茲曼                   |
| 1972–73    | 東岸 | 3        | 大西洋賽區 | 2        | 57   | 25   | .695 | 第一輪勝出 聯盟決賽勝出 NBA總決賽勝出                | 纽约尼克斯 4, 巴爾的摩子彈 1 纽约尼克斯 4, 波士頓凱爾特人 3 纽约尼克斯 4, 洛杉磯湖人 1                         | 里德·霍爾茲曼                   |
| 1973–74    | 東岸 | 3        | 大西洋賽區 | 2        | 49   | 33   | .598 | 第一輪勝出 聯盟決賽出局                              | 纽约尼克斯 4, 首都子彈 3 波士頓凱爾特人 4, 纽约尼克斯 1                                                        | 里德·霍爾茲曼                   |
| 1974–75    | 東岸 | 5        | 大西洋賽區 | 3        | 40   | 42   | .488 | 第一輪出局                                           | 纽约尼克斯 1,休士頓火箭 2                                                                                      | 里德·霍爾茲曼                   |
| 1975–76    | 東岸 | 7        | 大西洋賽區 | 4        | 38   | 44   | .463 |                                                      | | 里德·霍爾茲曼                   |
| 1976–77    | 東岸 | 7        | 大西洋賽區 | 3        | 40   | 42   | .488 |                                                      | | 里德·霍爾茲曼                   |
| 1977–78    | 東岸 | 5        | 大西洋賽區 | 2        | 43   | 39   | .524 | 第一輪勝出 聯盟半決賽出局                            | 直落2擊敗克夫蘭騎士 被費城76人直落4橫掃                                                                        | 威利斯·瑞德                     |
| 1978–79    | 東岸 | 7        | 大西洋賽區 | 4        | 31   | 51   | .378 |                                                      | | 威利斯·瑞德 里德·霍爾茲曼       |
| 1979–80    | 東岸 | 7        | 大西洋賽區 | 4        | 39   | 43   | .476 |                                                      | | 里德·霍爾茲曼                   |
| 1980–81    | 東岸 | 4        | 大西洋賽區 | 3        | 50   | 32   | .610 | 第一輪出局                                           | 被芝加哥公牛直落2打敗                                                                                          | 里德·霍爾茲曼                   |
| 1981–82    | 東岸 | 10       | 大西洋賽區 | 5        | 33   | 49   | .402 |                                                      | | 里德·霍爾茲曼                   |
| 1982–83    | 東岸 | 5        | 大西洋賽區 | 4        | 44   | 38   | .537 | 第一輪勝出 聯盟半決賽出局                            | 首輪直落2撕破新澤西網，但在次輪遭費城76人直落4橫掃                                                             | 胡比·布朗                       |
| 1983–84    | 東岸 | 5        | 大西洋賽區 | 3        | 47   | 35   | .537 | 第一輪勝出 聯盟半決賽出局                            | 纽约尼克斯 3, 底特律活塞 2 波士頓凱爾特人 4, 纽约尼克斯 3                                                      | 胡比·布朗                       |
| 1984–85    | 東岸 | 10       | 大西洋賽區 | 5        | 24   | 58   | .293 |                                                      | | 胡比·布朗                       |
| 1985–86    | 東岸 | 11       | 大西洋賽區 | 5        | 23   | 59   | .280 |                                                      | | 胡比·布朗                       |
| 1986–87    | 東岸 | 11       | 大西洋賽區 | 5        | 24   | 58   | .293 |                                                      | | 胡比·布朗 鮑伯·希爾             |
| 1987–88    | 東岸 | 8        | 大西洋賽區 | 3        | 38   | 44   | .463 | 第一輪出局                                           | 波士頓凱爾特人 3, 纽约尼克斯 1                                                                                 | 瑞克·皮蒂諾                     |
| 1988–89    | 東岸 | 2        | 大西洋賽區 | 1        | 52   | 30   | .634 | 第一輪勝出 聯盟半決賽出局                            | 直落3橫掃費城76人 芝加哥公牛 4, 纽约尼克斯 2                                                                   | 瑞克·皮蒂諾                     |
| 1989–90    | 東岸 | 5        | 大西洋賽區 | 3        | 45   | 37   | .549 | 第一輪勝出 聯盟半決賽出局                            | 纽约尼克斯 3, 波士頓凱爾特人 2 底特律活塞 4, 纽约尼克斯 1                                                      | 史杜·傑克遜                     |
| 1990–91    | 東岸 | 8        | 大西洋賽區 | 3        | 39   | 43   | .476 | 第一輪出局                                           | 遭芝加哥公牛直落3橫掃                                                                                          | 史杜·傑克遜 約翰·馬克里德       |
| 1991–92    | 東岸 | 4        | 大西洋賽區 | 2        | 51   | 31   | .622 | 第一輪勝出 聯盟半決賽出局                            | 纽约尼克斯 3, 底特律活塞 2 芝加哥公牛 4, 纽约尼克斯 3                                                          | 帕特·萊利                       |
| 1992–93    | 東岸 | 1        | 大西洋賽區 | 1        | 60   | 22   | .732 | 第一輪勝出 聯盟半決賽勝出 聯盟決賽出局               | 纽约尼克斯 3, 印第安那步行者 1 纽约尼克斯 4, 夏洛特黃蜂 1 芝加哥公牛 4, 纽约尼克斯 2                           | 帕特·萊利                       |
| 1993–94    | 東岸 | 2        | 大西洋賽區 | 1        | 57   | 25   | .695 | 第一輪勝出 聯盟半決賽勝出 聯盟決賽勝出 NBA總決賽出局 | 纽约尼克斯 3, 新澤西網 1 纽约尼克斯 4, 芝加哥公牛 3 纽约尼克斯 4, 印第安那步行者 3 休斯敦火箭 4, 纽约尼克斯 3  | 帕特·萊利                       |
| 1994–95    | 東岸 | 3        | 大西洋賽區 | 2        | 55   | 27   | .671 | 第一輪勝出 聯盟半決賽出局                            | 纽约尼克斯 3, 克夫蘭騎士 1 印第安那步行者 4, 纽约尼克斯 3                                                      | 帕特·萊利                       |
| 1995–96    | 東岸 | 5        | 大西洋賽區 | 2        | 47   | 35   | .573 | 第一輪勝出 聯盟半決賽出局                            | 直落3打敗克夫蘭騎士 芝加哥公牛 4, 纽约尼克斯 1                                                                 | 唐·尼爾森 傑夫·范甘迪           |
| 1996–97    | 東岸 | 3        | 大西洋賽區 | 2        | 57   | 25   | .695 | 第一輪勝出 聯盟半決賽出局                            | 直落3打敗夏洛特黃蜂 邁阿密熱火 4, 纽约尼克斯 3                                                                 | 傑夫·范甘迪                     |
| 1997–98    | 東岸 | 7        | 大西洋賽區 | 2        | 43   | 39   | .524 | 第一輪勝出 聯盟半決賽出局                            | 纽约尼克斯 3, 邁阿密熱火 2 印第安那步行者 4, 纽约尼克斯 1                                                      | 傑夫·范甘迪                     |
| 1998–99†   | 東岸 | 8        | 大西洋賽區 | 4        | 27   | 23   | .540 | 第一輪勝出 聯盟半決賽勝出 聯盟決賽勝出 NBA總決賽出局 | 纽约尼克斯 3, 邁阿密熱火 2 直落4擊落亞特蘭大老鷹 纽约尼克斯 4, 印第安那步行者 2 聖安東尼奧馬刺 4, 纽约尼克斯 1 | 傑夫·范甘迪                     |
| 1999–2000  | 東岸 | 3        | 大西洋賽區 | 2        | 50   | 32   | .610 | 第一輪勝出 聯盟半決賽勝出 聯盟決賽出局               | 直落3擊倒多倫多猛龍 纽约尼克斯 4, 邁阿密熱火 3 印第安那步行者 4, 纽约尼克斯 2                                  | 傑夫·范甘迪                     |
| 2000–01    | 東岸 | 4        | 大西洋賽區 | 3        | 48   | 34   | .585 | 第一輪出局                                           | 多倫多猛龍 3, 纽约尼克斯 2                                                                                     | 傑夫·范甘迪                     |
| 2001–02    | 東岸 | 13       | 大西洋賽區 | 7        | 30   | 52   | .366 |                                                      | | 傑夫·范甘迪                     |
| 2002–03    | 東岸 | 10       | 大西洋賽區 | 6        | 37   | 45   | .451 |                                                      | | 傑夫·范甘迪 唐·錢尼             |
| 2003–04    | 東岸 | 7        | 大西洋賽區 | 3        | 39   | 43   | .476 | 第一輪出局                                           | 被新澤西網直落4橫掃                                                                                            | 唐·錢尼 赫布·威廉斯 藍尼·威肯斯 |
| 2004–05    | 東岸 | 12       | 大西洋賽區 | 5        | 33   | 49   | .402 |                                                      | | 藍尼·威肯斯 赫布·威廉斯         |
| 2005–06    | 東岸 | 15       | 大西洋賽區 | 5        | 23   | 59   | .280 |                                                      | | 拉里·布朗                       |
| 2006–07    | 東岸 | 12       | 大西洋賽區 | 4        | 33   | 49   | .402 |                                                      | | 以賽亞·湯瑪斯                   |
| 2007–08    | 東岸 | 14       | 大西洋賽區 | 5        | 23   | 59   | .280 |                                                      | | 以賽亞·湯瑪斯                   |
| 2008–09    | 東岸 | 14       | 大西洋賽區 | 5        | 32   | 50   | .390 |                                                      | | 邁克·德安東尼                   |
| 2009–10    | 東岸 | 11       | 大西洋賽區 | 3        | 29   | 53   | .354 |                                                      | | 邁克·德安東尼                   |
| 2010–11    | 東岸 | 6        | 大西洋賽區 | 2        | 42   | 40   | .512 | 第一輪出局                                           | 被波士頓塞爾提克直落4橫掃                                                                                      | 邁克·德安東尼                   |
| 2011–12†   | 東岸 | 7        | 大西洋賽區 | 2        | 36   | 30   | .545 | 第一輪出局                                           | 邁阿密熱火 4, 纽约尼克斯 1                                                                                     | 邁克·德安東尼 麥克·伍德森       |
| 2012–13    | 東岸 | 2        | 大西洋賽區 | 1        | 54   | 28   | .659 | 第一輪勝出 第二輪出局                                | 纽约尼克斯 4, 波士頓塞爾提克 2 印第安那步行者 4, 纽约尼克斯 2                                                  | 麥克·伍德森                     |
| 2013–14    | 東岸 | 9        | 大西洋賽區 | 3        | 37   | 45   | .451 |                                                      | | 麥克·伍德森                     |
| 2014–15    | 東岸 | 15       | 大西洋賽區 | 5        | 17   | 65   | .207 |                                                      | | 德里克·费舍尔                   |
| 2015–16    | 東岸 | 13       | 大西洋賽區 | 3        | 32   | 50   | .390 |                                                      | | 德里克·费舍尔 科特·蘭比斯       |
| 2016–17    | 東岸 | 13       | 大西洋賽區 | 3        | 31   | 51   | .378 |                                                      | | 傑夫·霍納塞克                   |
| 2017–18    | 東岸 | 11       | 大西洋賽區 | 4        | 29   | 53   | .354 |                                                      | | 傑夫·霍納塞克                   |
| 2018–19    | 東岸 | 15       | 大西洋賽區 | 5        | 17   | 65   | .207 |                                                      | | 大衛·費茲戴爾                   |
| 2019–20    | 東岸 | 12       | 大西洋賽區 | 5        | 21   | 45   | .318 |                                                      | | 大衛·費茲戴爾 邁克·米勒         |
| 2020–21    | 東岸 | 4        | 大西洋賽區 | 3        | 41   | 31   | .569 | 第一輪出局                                           | 亞特蘭大老鷹 4, 纽约尼克斯 1                                                                                   | 汤姆·希伯杜                     |
| 2021–22    | 東岸 | 11       | 大西洋賽區 | 5        | 37   | 45   | .451 |                                                      | | 汤姆·希伯杜                     |
| 2022–23    | 東岸 | 5        | 大西洋賽區 | 3        | 47   | 35   | .573 | 第一輪勝出 第二輪落敗                                | 紐約尼克斯 4, 克里夫蘭騎士 1 邁阿密熱火 4, 紐約尼克斯 2                                                        | 汤姆·希伯杜                     |
| 2023–24    | 東岸 | 2        | 大西洋賽區 | 2        | 50   | 32   | .610 | 第一輪勝出 第二輪落敗                                | 紐約尼克斯 4, 費城76人 2 印第安那步行者 4, 纽约尼克斯 3                                                        | 汤姆·希伯杜                     |
| 2024–25    | 東岸 | 3        | 大西洋賽區 | 2        | 51   | 31   | .622 | 第一輪                                               | 紐約尼克斯 4, 底特律活塞 2 紐約尼克 4, 波士頓凱爾特人 2 印第安納步行者 4, 紐約尼克 2                           | 汤姆·希伯杜                     |
| 合計       | -    | -        | -          | -        | 3025 | 3162 | .489 |                                                      | |                                 |
| 季後賽     | -    | -        | -          | -        | 211  | 211  | .500 | 2個NBA總冠軍                                         | 2個NBA總冠軍                                                                                                   |                                 |

- † 縮水賽季（50場,66場）

## 外部連結
- 官方網站 （页面存档备份，存于）（英文）